# Lista odcinków serialu Dawno, dawno temu
Tutaj znajduje się lista odcinków amerykańskiego serialu telewizyjnego Dawno, dawno temu. Seria ta, stworzona przez Edwarda Kitsisa i Adama Horowitza, opowiada historie postaci z baśni. Serial jest emitowany na stacji ABC w Stanach Zjednoczonych, a w Polsce na kanale FOX. W serialu rzucono pięć razy mroczną klątwę.
| Sezon | Sezon | Odcinki | Pierwsza emisja      | Pierwsza emisja | Pierwsza emisja  | Pierwsza emisja  | Wydanie DVD (Region 1) |
| Sezon | Sezon | Odcinki | Premiera             | Finał           | Premiera         | Finał            | Wydanie DVD (Region 1) |
| ----- | ----- | ------- | -------------------- | --------------- | ---------------- | ---------------- | ---------------------- |
|       | 1     | 22      | 23 października 2011 | 13 maja 2012    | 8 lipca 2012     | 16 września 2012 | 28 sierpnia 2012       |
|       | 2     | 22      | 30 września 2012     | 12 maja 2013    | 2 grudnia 2012   | 19 maja 2013     | 13 sierpnia 2013       |
|       | 3     | 22      | 29 września 2013     | 11 maja 2014    | 10 grudnia 2013  | 27 maja 2014     | 19 sierpnia 2014       |
|       | 4     | 22      | 28 września 2014     | 10 maja 2015    | 4 stycznia 2015  | 24 maja 2015     | Sierpień 2015          |
|       | 5     | 23      | 27 września 2015     | 15 maja 2016    | 10 stycznia 2016 | 29 maja 2016     | brak danych            |
|       | 6     | 22      | 25 września 2016     | 14 maja 2017    | 15 stycznia 2017 | 18 czerwca 2017  | 15 sierpnia 2017       |
|       | 7     | 22      | 6 października 2017  | 11 maja 2018    | brak danych      | brak danych      | brak danych            |

## Sezon pierwszy
| 1 | 1  | Pilot                        | Dawno, dawno temu...             | Królewna Śnieżka i Książę z Bajki | Mark Mylod            | Edward Kitsis Adam Horowitz                   | 23 października 2011 | 8 lipca 2012     |
| Wszyscy żyli długo i szczęśliwie... albo wszystkim pozwolono myśleć, że tak było. Emma Swan wiedziała jak o siebie zadbać. Była 28-letnią poręczycielką długów, która żyła na własny rachunek od czasu jak została porzuconym niemowlęciem. Jednakże kiedy Henry − syn którego sama oddała po porodzie − znalazł ją, wszystko się zmieniło. Chłopiec miał 10 lat i desperacko szukał pomocy biologicznej matki. Wierzył, że pochodzi ona z innego świata i jest zagubioną córką Śnieżki oraz Księcia z Bajki. Wedle jego książki z baśniami, rodzice odesłali ją by ochronić córkę przed klątwą Złej Królowej, która to uwięziła wszystkich w jednym miejscu i czasie oraz sprowadziła ich do naszego nowoczesnego świata. Nie wierząc w żadne słowo Henry’ego, Emma przyjechała z nim do Storybrooke. Ją samą pociągała niezwykłość chłopca i dziwne miasto w Nowej Anglii. Zaniepokojona o niego, zdecydowała się zostać i sama zaczęła dostrzegać, że miasteczko jest czymś więcej, niż się wydaje. Znalazła miejsce, gdzie magia przestała działać, ale wciąż była potężnie bliska. Gdzie baśniowe postacie były żywe, nawet jeśli nie pamiętały tego kim są. Gdzie Zła Królowa, znana jako Regina, została adopcyjną matką Henry’ego. Epokowa bitwa o wszystkie krainy rozpoczęła się a jeśli dobro miało zwyciężyć, Emma musiała zaakceptować swe przeznaczenie i zaangażować się. |    |                              |                                  |                                   |                       |                                               |                      |                  |
| 2 | 2  | The Thing You Love Most      | Co kochasz najbardziej           | Zła Królowa                       | Greg Beeman           | Edward Kitsis Adam Horowitz                   | 30 października 2011 | 8 lipca 2012     |
| Regina zechce usunąć Emmę na zawsze z życia miasta oraz Henry’ego. W Zaczarowanym Lesie przed klątwą, zostały wyjawione okoliczności uwolnienia Mrocznej Klątwy przez Złą Królową. |    |                              |                                  |                                   |                       |                                               |                      |                  |
| 3 | 3  | Snow Falls                   | Zakochana Śnieżka                | Królewna Śnieżka i Książę z Bajki | Dean White            | Liz Tigelaar                                  | 6 listopada 2011     | 15 lipca 2012    |
| Za namową Henry’ego, Emma przekona Mary Margaret (dawniej Śnieżkę) do odwiedzin nieznanego pacjenta, przebywającego w śpiączce (dawniej Książę z Bajki). Po przeczytaniu mu kilka historii z książki o baśniach, Mary Margaret zaszokowały skutki tych odwiedzin. W Zaczarowanym Lesie przed klątwą, Książę z Bajki spotkał po raz pierwszy Królewnę Śnieżkę w najbardziej niespodziewany sposób. |    |                              |                                  |                                   |                       |                                               |                      |                  |
| 4 | 4  | The Price of Gold            | Umowa                            | Kopciuszek i Rumplestiltskin      | David Solomon         | David H. Goodman                              | 13 listopada 2011    | 15 lipca 2012    |
| Emma pomoże młodej, ciężarnej służącej o imieniu Ashley (dawniej Kopciuszek) w ucieczce przed szponami pana Golda (dawniej Rumplestiltskin). W Zaczarowanym Lesie przed klątwą, Kopciuszek zawarła układ z Rumplestiltskinem, którego wolałaby nie podpisywać. |    |                              |                                  |                                   |                       |                                               |                      |                  |
| 5 | 5  | That Still Small Voice       | Głos sumienia                    | Świerszcz Jiminy                  | Paul Edwards          | Jane Espenson                                 | 27 listopada 2011    | 22 lipca 2012    |
| Z chwilą gdy szeryf Graham (dawniej Łowca) wyznaczy Emmę na swego zastępcę, ziemia zacznie się trząść. Ujawni to kopalnię na obrzeżach miasta. Ciekawski Henry uda się tam by zbadać wnętrze leja, czy nie zawiera nawiązań do baśniowego życia mieszkańców miasta. Przez to jego życie stanie w niebezpieczeństwie. W Zaczarowanym Lesie przed klątwą, Jiminy dojrzał do opuszczenia rodzinnego biznesu i zostania kimś, kim naprawdę chciał być. |    |                              |                                  |                                   |                       |                                               |                      |                  |
| 6 | 6  | The Shepherd                 | Pasterz                          | Książę z Bajki                    | Victor Nelli          | Andrew Chambliss Ian Goldberg                 | 4 grudnia 2011       | 22 lipca 2012    |
| David Nolan − pacjent wybudzony ze śpiączki − musi zdecydować, czy zostać z żoną Kathryn (dawniej królewna Abigail), czy porzucić ją dla Mary Margaret w której, w niewytłumaczalny sposób, głęboko się kocha. Natomiast Emma przyłapie szeryfa Grahama na kłamstwie. W Zaczarowanym Lesie przed klątwą, Książę z Bajki zmierzył się ze zmieniającym życie wydarzeniem, które odwróciło jego przeznaczenie. |    |                              |                                  |                                   |                       |                                               |                      |                  |
| 7 | 7  | The Heart Is a Lonely Hunter | Serce to samotny myśliwy         | Łowca                             | David M. Barrett      | Edward Kitsis Adam Horowitz                   | 11 grudnia 2011      | 29 lipca 2012    |
| Jeden z mieszkańców miasta zacznie przypominać sobie swoją przeszłość, a Storybrooke pogrąży się w rozpaczy po stracie jednego z mieszkańców. W Zaczarowanym Lesie przed klątwą, Zła Królowa usiłowała znaleźć pozbawionego serca mordercę w Łowcy, by uśmiercił królewnę Śnieżkę. |    |                              |                                  |                                   |                       |                                               |                      |                  |
| 8 | 8  | Desperate Souls              | Zrozpaczone dusze                | Rumplestiltskin                   | Michael Waxman        | Jane Espenson                                 | 8 stycznia 2012      | 29 lipca 2012    |
| Regina i Gold wdadzą się w brudne gierki polityczne. Zajmą przeciwstawne pozycje, gdy Emma będzie się ubiegać o publiczne stanowisko przeciw Sidneyowi (dawniej Dżin i Magiczne Lustereczko). W Zaczarowanym Lesie przed klątwą, Rumplestiltskin starał się odszukać ostateczną broń by obronić syna przed horrorem uczestnictwa w bezsensownej wojnie. |    |                              |                                  |                                   |                       |                                               |                      |                  |
| 9 | 9  | True North                   | Biegun północny                  | Jaś i Małgosia                    | Dean White            | David H. Goodman Liz Tigelaar                 | 15 stycznia 2012     | 5 sierpnia 2012  |
| Wiedząc co przeżywają, Emma za wszelką cenę postara się odnaleźć rodziców sierotom, Avie i Nicholasowi Zimmer. Nie chce by zostali rozdzieleni i umieszczeni w systemie adopcyjnym. W Zaczarowanym Lesie przed klątwą, Zła Królowa wymusiła na Jasiu i Małgosi kradzież ważnego przedmiotu z rąk Ślepej Czarownicy. |    |                              |                                  |                                   |                       |                                               |                      |                  |
| 10 | 10 | 7:15 A.M.                    | 7:15 rano                        | Królewna Śnieżka i Książę z Bajki | Ralph Hemecker        | Edward Kitsis Adam Horowitz Daniel T. Thomsen | 22 stycznia 2012     | 5 sierpnia 2012  |
| Mary Margaret i David będą nadal borykać się z ich niespełnioną miłością. U Emmy i Reginy narosną podejrzenia wobec nowego, tajemniczego obcego w mieście. W Zaczarowanym Lesie przed klątwą, Śnieżka musiała zaleczyć swe złamane serce, gdyż nadciągał ślub Księcia z Bajki z córką Midasa. |    |                              |                                  |                                   |                       |                                               |                      |                  |
| 11 | 11 | Fruit of the Poisonous Tree  | Owoc z zatrutego drzewa          | Zła Królowa i Lustereczko         | Bryan Spicer          | Ian Goldberg Andrew Chambliss                 | 29 stycznia 2012     | 12 sierpnia 2012 |
| Przygnębiony Sidney zwerbuje się u Emmy by pomóc jej znaleźć dowód na skorumpowane oblicze Reginy i ujawnić go mieszkańcom miasta. Mary Margaret i David będą dalej się spotykali w sekrecie oraz zastanowią się jak uwolnić swoją nieszczęśliwą miłość. W Zaczarowanym Lesie przed klątwą, król Leopold − ojciec Śnieżki i mąż Reginy − natknął się na lampę i otrzymał trzy życzenia od Dżina, który sam ostrzegł króla by był ostrożny w tym czego sobie życzy. |    |                              |                                  |                                   |                       |                                               |                      |                  |
| 12 | 12 | Skin Deep                    | Powierzchowność                  | Rumplestiltskin i Belle           | Milan Cheylov         | Jane Espenson                                 | 12 lutego 2012       | 12 sierpnia 2012 |
| Po włamaniu i rabunku w domu Golda, Emma zacznie obserwować właściciela lombardu. Zda sobie sprawę, że sam może wyśledzić kryminalistę i wymierzyć mu obywatelską sprawiedliwość. Mary Margaret, Ashley i Ruby (dawniej Kapturek) udadzą się na wspólny wypad do klubu w dzień walentynek. W Zaczarowanym Lesie przed klątwą, Belle zgodziła się na brzemienną w skutki umowę z Rumplestiltskinem. Za cenę swej wolności, miała uchronić swe miasto i rodzinę przed horrorem wojny z ogrami. |    |                              |                                  |                                   |                       |                                               |                      |                  |
| 13 | 13 | What Happened to Frederick   | Co przydarzyło się Frederickowi? | Królewna Abigail i Książę z Bajki | Dean White            | David H. Goodman                              | 19 lutego 2012       | 19 sierpnia 2012 |
| Wraz ze swoją miłością, która to każdego dnia była mocniejsza, David zdecyduje się powiedzieć Kathryn o swym związku z Mary Margaret i zakończyć swoje pozbawione miłości małżeństwo. W Zaczarowanym Lesie przed klątwą, Książę z Bajki w trakcie ucieczki sprzed ołtarza by odszukać Śnieżkę, zgodził się pomóc królewnie Abigail. Była to niebezpieczna misja, mająca na celu zwrócić jej kogoś kogo dawno temu szczerze pokochała, lecz straciła. |    |                              |                                  |                                   |                       |                                               |                      |                  |
| 14 | 14 | Dreamy                       | Marzyciel                        | Krasnoludek Gburek i wróżka Nova  | David Solomon         | Edward Kitsis Adam Horowitz                   | 4 marca 2012         | 19 sierpnia 2012 |
| Nie przepadający za sobą Liroy i Mary Margaret zawrą taktyczny sojusz by pomóc lokalnym zakonnicom sprzedać ich świece w trakcie miejskiego festiwalu Dnia Górnika. Liroy przyrzeknie jednej zakonnicy o imieniu Astrid coś, czego mógł nie spełnić. Emma zajmie się tajemniczym zniknięciem żony Davida, Kathryn. W Zaczarowanym Lesie przed klątwą, Gburek miał kiedyś na imię Marzyciel i odnalazł miłość w pięknej ale niezdarnej wróżce Nova. |    |                              |                                  |                                   |                       |                                               |                      |                  |
| 15 | 15 | Red-Handed                   | Na gorącym uczynku               | Czerwony Kapturek                 | Ron Underwood         | Jane Espenson                                 | 11 marca 2012        | 26 sierpnia 2012 |
| Po porzuceniu przez Ruby baru „u Babci” i ze swym nieustannie niskim poczuciem godności, Emma zatrudni ją by odkryć u niej w czym jest naprawdę dobra. Emma będzie dalej przesłuchiwać Davida w sprawie zniknięcia − nawet możliwego morderstwa − Kathryn. W Zaczarowanym Lesie przed klątwą, Czerwony Kapturek zapragnęła uciec ze swoją prawdziwą miłością. Jednakże, tak jak inni mieszkańcy wioski, była zakładnikiem wilka i jego niepowstrzymanej serii morderstw. |    |                              |                                  |                                   |                       |                                               |                      |                  |
| 16 | 16 | Heart of Darkness            | Jądro ciemności                  | Królewna Śnieżka i Książę z Bajki | Dean White            | Andrew Chambliss Ian Goldberg                 | 18 marca 2012        | 26 sierpnia 2012 |
| Mary Margaret zatrudni pana Golda jako swego obrońcę, ponieważ Emma zostanie zmuszona do aresztowania jej za morderstwo na żonie Davida, Kathryn. W Zaczarowanym Lesie przed klątwą, Książę z Bajki starał się przeszkodzić zdeterminowanej i pozbawionej hamulców Śnieżce przed zabiciem Złej Królowej, której wspomnienia były zakryte z powodu eliksiru Rumplestiltskina. |    |                              |                                  |                                   |                       |                                               |                      |                  |
| 17 | 17 | Hat Trick                    | Zaczarowany kapelusz             | Szalony Kapelusznik               | Ralph Hemecker        | Vladimir Cvetko David H. Goodman              | 25 marca 2012        | 2 września 2012  |
| Podczas poszukiwań Mary Margaret, która ucieknie z aresztu, Emma zostanie porwana przez mężczyznę, którego sympatia do kapeluszy zaprowadziła na skraj szaleństwa. W Zaczarowanym Lesie przed klątwą, Regina za pomocą kapelusza Szalonego Kapelusznika, odwiedziła Krainę Czarów by odzyskać coś ważnego od Królowej Kier. |    |                              |                                  |                                   |                       |                                               |                      |                  |
| 18 | 18 | The Stable Boy               | Stajenny                         | Zła Królowa i królewna Śnieżka    | Dean White            | Edward Kitsis Adam Horowitz                   | 1 kwietnia 2012      | 2 września 2012  |
| Emmę zaczęła wyczerpywać nieustanne poszukiwanie dowodu na to, że Mary Margaret jest niewinna morderstwu żony Davida. W Zaczarowanym Lesie przed klątwą, Regina − zanim przesiąknęła złem − musiała wybrać czy zdradzić swoją matkę Corę i uciec oraz poślubić swoją prawdziwą miłość, Daniela, czy zaręczyć się z królem i osiągnąć życie monarchini ale bez miłości. Wyjawiona została geneza nienawiści Reginy do Śnieżki. |    |                              |                                  |                                   |                       |                                               |                      |                  |
| 19 | 19 | The Return                   | Powrót                           | Rumplestiltskin                   | Paul Edwards          | Jane Espenson                                 | 22 kwietnia 2012     | 9 września 2012  |
| Gold postara się ujawnić prawdziwą tożsamość Augusta (dawniej Pinokio), a Emma zmierzy się z Reginą na temat niewyjaśnionego zaginięcia Kathryn. David postara się przebłagać i wrócić do Mary Margaret. W Zaczarowanym Lesie przed klątwą, Rumplestiltskin zgodził się na umowę z synem, że podąży za nim, jeśli znajdzie sposób na bezpieczne oddanie swych mocy i powrót do tej osoby, którą pokochał. |    |                              |                                  |                                   |                       |                                               |                      |                  |
| 20 | 20 | The Stranger                 | Nieznajomy                       | Pinokio                           | Gwyneth Horder-Payton | Ian Goldberg Andrew Chambliss                 | 29 kwietnia 2012     | 9 września 2012  |
| August przyrzeknie oświecić Emmę i zabierze ją w podróż by pokazać jej jak może pokonać Reginę oraz objąć pełnie praw rodzicielskich nad Henrym. Mary Margaret wróci do pracy nauczycielki a Regina postara się uwieść Davida. W Zaczarowanym Lesie przed klątwą, Gepetto zgodził się wziąć udział w planie, który miał uratować dziecko Śnieżki i Księcia z Bajki, jednakże z zastrzeżeniem, że uratuje to także jego syna. |    |                              |                                  |                                   |                       |                                               |                      |                  |
| 21 | 21 | An Apple Red as Blood        | Jabłko jak krew czerwone         | Królewna Śnieżka i Książę z Bajki | Milan Cheylov         | Jane Espenson David H. Goodman                | 6 maja 2012          | 16 września 2012 |
| Henry wyprosi Emmę by została w Storybrooke i dokończy misję wybawienia baśniowych postaci. Regina zgotuje im plan mający na celu pozbycie się Emmy na zawsze. W Zaczarowanym Lesie przed klątwą, Śnieżka zwerbowała odpowiednie wsparcie oddziałów by zaatakować zamek i ocalić życie Księcia z Bajki. |    |                              |                                  |                                   |                       |                                               |                      |                  |
| 22 | 22 | A Land Without Magic         | Kraina pozbawiona magii          | Książę z Bajki                    | Dean White            | Edward Kitsis Adam Horowitz                   | 13 maja 2012         | 16 września 2012 |
| Emma i Regina połączą siły by znaleźć sposób na ocalenie życia Henry’ego. W Zaczarowanym Lesie przed klątwą, Książę z Bajki uciekł z pałacu Złej Królowej by połączyć się ze Śnieżką. Nie wiedział o tym, że ona zdążyła ugryźć zatrute jabłko swej macochy. |    |                              |                                  |                                   |                       |                                               |                      |                  |

## Sezon drugi
Dnia 10 maja 2012 roku telewizja ABC przedłużyła Dawno, dawno temu o drugi sezon.
| 23 | 1  | Broken                       | Klątwa zdjęta                         | brak                                           | Ralph Hemecker        | Edward Kitsis Adam Horowitz        | 30 września 2012     | 2 grudnia 2012   |
| Rzeczywistość i historie dla dzieci się pomieszają, gdy baśniowe postacie obudzą się z powodu złamania klątwy Złej Królowej i przypomną sobie kim były. Jednakże nie będą mogli uwierzyć w to, że nie wróciły do Zaczarowanego Lasu. Co gorsza, Gold sprowadzi do miasta magię, by podkręcić atmosferę w zmaganiach o władze z Reginą. W baśni magia ma swoje miejsce, ale w naszym świecie może mieć niezgłębione konsekwencje. W Zaczarowanym Lesie po złamaniu klątwy, książę Filip obudził swoją śpiącą królewnę, Aurorę. Wkrótce odkryli, że on i Mulan staną twarzą w twarz z innym śmiertelnym wrogiem.                                                    |    |                              |                                       |                                                |                       |                                    |                      |                  |
| 24 | 2  | We Are Both                  | Łączą nas dwa światy                  | Zła Królowa                                    | Dean White            | Jane Espenson                      | 7 października 2012  | 9 grudnia 2012   |
| Podczas gdy Regina będzie próbować znaleźć sposób na odzyskanie swoich mocy magicznych, David nadal będzie dążyć do odkrycia miejsca pobytu Emmy i Mary Margaret. Siedmiu krasnoludków przekona się co teraz grozi mieszkańcom jeśli przekroczą granicę miasta. W Zaczarowanym Lesie przed klątwą, w dzień ślubu króla Leopolda z Reginą, ona spotkała mężczyznę władającego magią − Rumplestiltskina, który to obiecał jej niezależność i uwolnienie od apodyktycznej Cory. |    |                              |                                       |                                                |                       |                                    |                      |                  |
| 25 | 3  | Lady of the Lake             | Pani Jeziora                          | Królewna Śnieżka i Książę z Bajki              | Milan Cheylov         | Andrew Chambliss Ian Goldberg      | 14 października 2012 | 16 grudnia 2012  |
| Emma i Mary Margaret, z pomocą Mulan, Aurory i odważnego rycerza Lancelota, zechcą odnaleźć portal, który sprowadzi ich ponownie do Storybrooke. Niestety, ciemna siła zagrozi ich bezpieczeństwu. Henry Mills porozmawia z Jeffersonem by powrócił do życia jego córki. W Zaczarowanym Lesie przed klątwą, tuż przed spotkaniem z matką Księcia z Bajki, król George otruł Śnieżkę, czyniąc ją bezpłodną a jedyne antidotum leżało w wyschniętym jeziorze Nostos. |    |                              |                                       |                                                |                       |                                    |                      |                  |
| 26 | 4  | The Crocodile                | Krokodyl                              | Killian „Hook” Jones i Rumplestiltskin         | David Solomon         | David H. Goodman Robert Hull       | 21 października 2012 | 23 grudnia 2012  |
| Obrzydzenie Belle na temat nieustannego głodu mocy Golda osiągnie punkt szczytowy. Zagrozi mu, że z nim zerwie jeśli nie zmieni swoich niecnych metod. Krasnoludki zdecydują się poszukać diamentów w kopalni by stworzyć z nich pył dla wróżek. Spotkanie dawnego znajomego może być dla Belle zgubą. W Zaczarowanym Lesie przed klątwą, Rumplestiltskin usiłował uratować swoją żonę przed porwaniem przez bandę piratów kapitana Killiana Jones. |    |                              |                                       |                                                |                       |                                    |                      |                  |
| 27 | 5  | The Doctor                   | Doktor                                | Zła Królowa i Viktor Frankenstein              | Paul Edwards          | Edward Kitsis Adam Horowitz        | 28 października 2012 | 30 grudnia 2012  |
| Regina odzyska moce, lecz teraz starała się ich nie używać, by Henry ponownie jej zaufał. Spotka na swej drodze kogoś ze swej przeszłości, kogo uważała za ducha. Emma i Mary Margaret poznają samotnego ocalonego z masakry przeprowadzonej przez Corę i teraz przesłuchają go by dowiedzieć się, czy mówi prawdę. W Zaczarowanym Lesie przed klątwą, Regina nie mogła nauczyć się czarnej magii od Rumplestiltskina ponieważ coś z jej przeszłości nie pozwalało jej na użycie mocy w złych celach. |    |                              |                                       |                                                |                       |                                    |                      |                  |
| 28 | 6  | Tallahassee                  | Tallahassee                           | Emma Swan                                      | David M. Barrett      | Christine Boylan Jane Espenson     | 4 listopada 2012     | 6 stycznia 2013  |
| Z nadzieją znalezienia magicznego kompasu, który umożliwi powrót do Storybrooke, Emma podejmie się wyprawy. Towarzyszyć jej będzie niezbyt wart zaufania kapitan Hookiem, po zdradliwej łodydze fasoli, by ukraść artefakt morderczemu olbrzymowi. W Krainie Bez Magii, przed przyjazdem do miasteczka, 18-letnia Emma, której przeszłość nie była magiczna, spotkała czarującego złodzieja z którym miała trwać w uczciwym związku. |    |                              |                                       |                                                |                       |                                    |                      |                  |
| 29 | 7  | Child of the Moon            | Księżycowe dziecko                    | Czerwony Kapturek                              | Anthony Hemingway     | Ian Goldberg Andrew Chambliss      | 11 listopada 2012    | 13 stycznia 2013 |
| Strach Ruby przed przemianą w wilka, w trakcie pełni księżyca, po złamaniu klątwy, potwierdzi się, gdy jeden z mieszkańców miasta zostanie brutalnie zamordowany a Ruby zostanie pierwszą podejrzaną. Alan Spencer (dawniej król George) zagrozi Davidowi, że ujawni jego przeszłość jako pasterz a nie książę. Przez to mieszkańcy uznają, że nie pasuje jako szeryf rządzący miastem. Leroy natrafi na skarb w kopalni który pomoże sprowadzić Emmę i jej matkę do miasta. W Zaczarowanym Lesie przed klątwą, Czerwony Kapturek znalazła bratnią duszę w Anicie, tajemniczej i charyzmatycznej przywódczyni ludzi, zmieniających się w wilki, tak jak Kapturek. |    |                              |                                       |                                                |                       |                                    |                      |                  |
| 30 | 8  | Into the Deep                | W otchłani                            | brak                                           | Ron Underwood         | Kalinda Vazquez Daniel T. Thomsen  | 25 listopada 2012    | 20 stycznia 2013 |
| Cora postara się ze wszystkich sił ukraść kompas z rąk Emmy i Mary Margaret by sama mogła znaleźć wejście do Storybrooke. Tymczasem Regina i Gold, by ochronić Henry’ego, narażą Davida na niebezpieczeństwo i z jego woli pogrążą go w klątwie snu. Tylko tak będzie mógł przekazać swojej rodzinie istotne informacje, które pomogą im powrócić portalem do miasteczka. |    |                              |                                       |                                                |                       |                                    |                      |                  |
| 31 | 9  | Queen of Hearts              | Królowa Kier                          | Cora i Killian „Hook” Jones                    | Ralph Hemecker        | Edward Kitsis Adam Horowitz        | 2 grudnia 2012       | 27 stycznia 2013 |
| Cora i kapitan Hook zmierzą się z Emmą oraz Mary Margaret w pościgu po kompas, który wskaże drogę właścicielowi przez portal do Storybrooke. Regina i Gold, po drugiej stronie, wprawią w ruch plan który w założeniu powstrzyma Corę. Będą mieli zamiar zabić każdego, kto przekroczy portal co narazi życie córki i prawdziwej żony Davida. W Zaczarowanym Lesie przed klątwą, kapitan Hook odbył podróż do Krainy Czarów i poznał mściwą stronę Królowej Kier. |    |                              |                                       |                                                |                       |                                    |                      |                  |
| 32 | 10 | The Cricket Game             | Podstęp ze świerszczem                | Królewna Śnieżka, Książę z Bajki i Zła Królowa | Dean White            | David H. Goodman Robert Hull       | 6 stycznia 2013      | 3 lutego 2013    |
| Regina zostanie oskarżona o zamordowanie jednego z najbardziej lubianych mieszkańców miasta ale tylko Emma wyczuje, że podejrzana może być niewinna. W Zaczarowanym Lesie przed klątwą, Książę z Bajki i Śnieżka zdołali pokonać Złą Królową. Zaplanowali jej publiczną egzekucję by oczyścić krainę z jej morderczej tyranii. |    |                              |                                       |                                                |                       |                                    |                      |                  |
| 33 | 11 | The Outsider                 | Obcy                                  | Belle                                          | David Solomon         | Andrew Chambliss Ian Goldberg      | 13 stycznia 2013     | 10 lutego 2013   |
| Gold podda sprawdzianowi jednego z nieprzychylnych mu mieszkańców miasta testowi. Czy zaklęcie, które stworzył, pozwoli by mu przekroczyć granicę miasta, bez utraty pamięci? Teraz będzie mógł się udać na poszukiwania syna, Baelfire. Belle natrafi w porcie na mściwego Hooka, którego głównym celem jest uśmiercenie Rumplestiltskina. Mary Margaret i David zdecydują się poszukać nowego domu by pomieścić w nim swoją rodzinę. W Zaczarowanym Lesie przed klątwą, Belle spotkała Mulan i obie chciały się pozbyć potwora o imieniu Yaoguai, który niszczył okoliczną ziemię.                                                                              |    |                              |                                       |                                                |                       |                                    |                      |                  |
| 34 | 12 | In the Name of the Brother   | W imię brata                          | Viktor Frankenstein                            | Milan Cheylov         | Jane Espenson                      | 20 stycznia 2013     | 17 lutego 2013   |
| Dr Whale ma za zadanie zaleczyć rany Hooka i zoperować obcego, który przyjechał do miasta i − co gorsza − mógł widzieć magię, przez co tajemnica tożsamości mieszkańców stanie się zagrożona. Uznją, że pozwolenie mu na śmierć będzie najlepszym rozwiązaniem. Podczas gdy Gold postara się dotrzeć do Belle, która straciła pamięć, Cora postara się pojednać z Reginą. W Zaczarowanym Lesie przed klątwą, Viktor był gotowy na wszystko by udowodnić swemu pełnemu dezaprobaty ojcu, że on rzeczywiście może przywracać zmarłych do życia. |    |                              |                                       |                                                |                       |                                    |                      |                  |
| 35 | 13 | Tiny                         | Mały                                  | Olbrzym Anton                                  | Guy Ferland           | Christine Boylan Kalinda Vazquez   | 10 lutego 2013       | 17 marca 2013    |
| Olbrzym, porwany przez Corę i sprowadzony do Storybrooke, przeleje swoją wściekłość na miasto i myląc Davida z jego zmarłym bratem, postara się wyrównać z nim rachunki. Gold, wspólnie z Emmą i Henrym, zdecyduje się opuścić Storybrooke. Uda się na lotnisko by znaleźć swojego syna. Greg − nowy w mieście − przepyta Belle co widziała w noc wypadku. W Zaczarowanym Lesie przed klątwą, olbrzym Anton, wbrew radom swych braci, zszedł po łodydze i zaprzyjaźnił się z parą ludzi, ale nie wiedział, że ich intencje nie były szlachetne. |    |                              |                                       |                                                |                       |                                    |                      |                  |
| 36 | 14 | Manhattan                    | Manhattan                             | Rumplestiltskin                                | Dean White            | Edward Kitsis Adam Horowitz        | 17 lutego 2013       | 24 marca 2013    |
| Gold, Emma i Henry odnajdą dorosłego Baelfire'a w Nowym Jorku. Hook, Cora i Regina wykorzystają nieobecność Golda w Storybrooke i skierują swój wysiłek na odszukanie jego najbardziej drogocennej rzeczy. W Zaczarowanym Lesie przed klątwą, Rumplestiltskin zrozumiał jaki będzie jego los tuż przed swym udziałem w wojnie z Ogrami. |    |                              |                                       |                                                |                       |                                    |                      |                  |
| 37 | 15 | The Queen Is Dead            | Królowa nie żyje                      | Królewna Śnieżka                               | Gwyneth Horder-Payton | Daniel T. Thomsen David H. Goodman | 3 marca 2013         | 31 marca 2013    |
| Mary Margaret odkryje, że Cora, Regina i Hook planują znaleźć sztylet Mrocznego. Z pomocą męża i matki przełożonej zakonnic (dawniej Niebieska Wróżka) postarają się znaleźć go jako pierwsi. Gold podąży do nawiązania jakiejkolwiek więzi z synem, którego dopiero co spotkał. Hook obmyśli plan jak pozbyć się Mrocznego. W Zaczarowanym Lesie przed klątwą, Niebieska Wróżka zaoferowała młodej Śnieżce niekonwencjonalną metodę uratowania jej umierającej matki, królowej Evy. |    |                              |                                       |                                                |                       |                                    |                      |                  |
| 38 | 16 | The Miller's Daughter        | Córka młynarza                        | Cora i Rumplestiltskin                         | Ralph Hemecker        | Jane Espenson                      | 10 marca 2013        | 7 kwietnia 2013  |
| Cora zacznie realizować plan pozbycia się umierającego Golda i objęcia przez siebie jego funkcji Mrocznego. Mary Margaret po raz kolejny zostanie kuszona czarną magią. W Zaczarowanym Lesie przed klątwą, Rumplestiltskin zgodził się zaoferować swe usługi młodej Corze za niemałą cenę po tym, jak król Xavier zażądał od niej by zamieniła słomę w złoto, skoro sama tak twierdziła. |    |                              |                                       |                                                |                       |                                    |                      |                  |
| 39 | 17 | Welcome to Storybrooke       | Witajcie w Storybrooke                | Regina Mills i Greg Mendell                    | Dave Barrett          | Ian Goldberg Andrew Chambliss      | 17 marca 2013        | 14 kwietnia 2013 |
| Emma, David i Gold postanowią ochronić Mary Margaret przed żądną krwawej zemsty Reginą. Henry opracuje plan pozbycia się magii ze Storybrooke. W Storybrooke podczas klątwy, Regina odkryła, że pewien ojciec i syn odnaleźli drogę do rzekomo niewykrywalnego miasteczka oraz kim stały się baśniowe postacie w dopiero co stworzonej przez nią nowej rzeczywistości. |    |                              |                                       |                                                |                       |                                    |                      |                  |
| 40 | 18 | Selfless, Brave and True     | Odważny, prawdomówny i bezinteresowny | August Wayne Booth (Pinokio) i Tamara          | Ralph Hemecker        | Robert Hull Kalinda Vazquez        | 24 marca 2013        | 21 kwietnia 2013 |
| Podczas swoich zmagań się z następstwami tego co zrobiła Corze, Mary Margaret napotka Augusta, który stał się drewniany i przez to zaszył się w lesie przed innymi. Wstydził się tego czego dokonał w życiu. Emma dozna szoku, gdy Neal (dawniej Baelfire) zaprosi do miasteczka swą narzeczoną, Tamarę. W Krainie Bez Magii, po przybyciu Emmy do Storybrooke, w ludzkim Auguście odezwała się jego drewniana natura. Spotkał człowieka, który mógł cofnąć jego bolesną przemianę, za słoną cenę. |    |                              |                                       |                                                |                       |                                    |                      |                  |
| 41 | 19 | Lacey                        | Lacey                                 | Rumplestiltskin i Belle                        | Milan Cheylov         | Edward Kitsis Adam Horowitz        | 21 kwietnia 2013     | 28 kwietnia 2013 |
| Gold wybłaga pomoc David, w rozkochaniu w sobie Belle pozbawionej wspomnień. Kiedy wyszło na jaw, że magiczne fasolki Antona, uprawiane przez krasnoludki, zaczynają rosnąć i będą mogli przenieść wszystkich z powrotem do Zaczarowanego Lasu, Emma poczuje się rozdarta w którym świecie chce żyć. W Zaczarowanym Lesie przed klątwą, Rumplestiltskin zmusił Belle by uczestniczyła w jego polowaniu na mężczyznę, którego ona uwolniła w akcie miłosierdzia. |    |                              |                                       |                                                |                       |                                    |                      |                  |
| 42 | 20 | The Evil Queen               | Zła Królowa                           | Zła Królowa                                    | Gwyneth Horder-Payton | Jane Espenson Christine Boylan     | 28 kwietnia 2013     | 5 maja 2013      |
| Wraz ze wsparciem Hooka, Regina wdroży plan, który przeniósłby ją i Henry’ego do Zaczarowanego Lasu. Zamierza, wbudowanym w klątwę zabezpieczeniem, wymazać Storybrooke z mapy i zabić wszystkich jego mieszkańców. Narosną podejrzenia Emmy wobec Tamary. W Zaczarowanym Lesie przed klątwą, Zła Królowa zażądała od Rumplestiltskina by zmienił ją w wieśniaczkę. Tylko tak mogłaby się zbliżyć do niczego nie podejrzewającej Śnieżki by ją zabić oraz − w pokręcony sposób − zdobyć miłość swych poddanych. |    |                              |                                       |                                                |                       |                                    |                      |                  |
| 43 | 21 | Second Star to the Right     | Druga gwiazda na prawo                | Baelfire                                       | Ralph Hemecker        | Andrew Chambliss Ian Goldberg      | 5 maja 2013          | 12 maja 2013     |
| Emma, Mary Margaret i David udadzą się do Reginy. Odkryją, że ona, wraz z magicznymi fasolkami, zniknęli. Wbrew protestom Neala, Emma nadal będzie twierdzić, że Tamara ma coś wspólnego z zaginięciem Reginy. Gold zastanowi się czy powiedzieć Lacey (przeklętej wersji Belle) o tym, że włada magią. W Zaczarowanym Lesie przed klątwą, młody Baelfire − tuż po tym jak został porzucony przez ojca − trafił przez portal do XIX−wiecznego Londynu. Zaprzyjaźnił się z Wendy Darling i został przyjęty do jej rodziny. |    |                              |                                       |                                                |                       |                                    |                      |                  |
| 44 | 22 | And Straight On 'til Morning | I prosto, aż do poranka               | Baelfire i Killian „Hook” Jones                | Dean White            | Edward Kitsis Adam Horowitz        | 12 maja 2013         | 19 maja 2013     |
| Mieszkańcy Storybrooke staną wobec końca swego istnienia, ponieważ Greg i Tamara uruchomili zabezpieczenie Reginy. Gold opłacze ponowną stratę syna. W Zaczarowanym Lesie przed klątwą, porzucony przez ojca młody Baelfire trafił do Nibylandii. Przebywający tam kapitan Hook odkrył co go łączy z chłopcem po tym jak uratował go z morza i zdał sobie sprawę, że Zagubieni Chłopcy będą na niego czyhać. |    |                              |                                       |                                                |                       |                                    |                      |                  |

## Sezon trzeci
Dnia 10 maja 2013 roku telewizja ABC przedłużyła serial Dawno, dawno temu o trzeci sezon.
| 45 | 1  | The Heart of the Truest Believer | Serce tego, który wierzy              | Emma Swan                                      | Ralph Hemecker        | Edward Kitsis Adam Horowitz        | 29 września 2013     | 10 grudnia 2013  |
| Emma, Mary Margaret, David, Regina, Gold i Hook − po uratowaniu Storybrooke − wkroczyli do Nibylandii by uratować porwanego Henry’ego. Zostali powitani przez niezbyt uprzejme syreny, które zagroziły wyprawie zanim się zaczęła. Henry musiał uciekać przed Zagubionymi Chłopcami, wraz z innym uciekinierem z obozu Piotrusia Pana. Neala, który znalazł się w teraźniejszym Zaczarowanym Lesie, wyleczył książę Filip i królewna Aurora. Później, usiłował dowiedzieć się jaki los spotkał Emmę i jego syna. |    |                                  |                                       |                                                |                       |                                    |                      |                  |
| 46 | 2  | Lost Girl                        | Zagubiona dziewczyna                  | Królewna Śnieżka i Książę z Bajki              | Ron Underwood         | Andrew Chambliss Kalinda Vazquez   | 6 października 2013  | 10 grudnia 2013  |
| Podczas gdy Emma, Mary Margaret, David, Regina i Hook kontynuowali swoją wyprawę po Henry’ego, Piotruś Pan pojawił się przed zaskoczoną Emmą i zaoferował jej pustą kartkę, która miała ujawnić miejsce pobytu jej syna. Jednakże jedynym sposobem na pojawienie się mapy było zaprzestanie przez Emmę negowania tego kim jest i uporanie się z prawdziwymi uczuciami na temat swej tożsamości. Gold otrzymał radę od dawnego znajomego, który mógł go poprowadzić do zrozumienia jego życiowej podróży w Nibylandii. W Zaczarowanym Lesie przed klątwą, Zła Królowa zaoferowała (dopiero co wybudzonej z klątwy snu) Śnieżce spokojne życie na farmie z Księciem z Bajki, w zamian za rezygnację z praw do tronu. Książę z Bajki musiał upewnić ukochaną, że nie przyjmie oferty.                                   |    |                                  |                                       |                                                |                       |                                    |                      |                  |
| 47 | 3  | Quite a Common Fairy             | Całkiem zwyczajny elf                 | Zła Królowa i Dzwoneczek                       | Alex Zakrzewski       | Jane Espenson                      | 13 października 2013 | 17 grudnia 2013  |
| W swej wyprawie po Henry’ego i znalezieniu kryjówki Piotrusia, Hook zaproponował by skontaktować się z Dzwoneczkiem. Grupa miała nadzieję, że ona zaprowadzi ich prosto do obozu. Piotruś wyjawił Henry'emu po co sprowadził go do Nibylandii a w teraźniejszym Zaczarowanym Lesie, Neal opracował plan, który mógł go połączyć z Emmą, lecz wymagał użycia osoby najdroższej sercu Robin Hooda. W Zaczarowanym Lesie przed klątwą, Dzwoneczek zaoferowała załamanej i młodej królowej Reginie pomoc w znalezieniu jej drugiej prawdziwej miłości. |    |                                  |                                       |                                                |                       |                                    |                      |                  |
| 48 | 4  | Nasty Habits                     | Złe nawyki                            | Rumplestiltskin i Baelfire                     | David Boyd            | David H. Goodman Robert Hull       | 20 października 2013 | 17 grudnia 2013  |
| Gold podjął decyzję zmierzenia się z Piotrusiem, ale czy uratuje on swego wnuka, czy podda się przepowiedni, która określała jego jako zgubę Mrocznego? Neal znalazł się ponownie w Nibylandii, pod nadzorem najwierniejszego Zagubionego Chłopca. David zmagał się sam ze sobą, ponieważ trucizna coraz bardziej zatruwała jego organizm. W Zaczarowanym Lesie przed klątwą, Rumplestiltskin udał się na poszukiwania Baelfire'a, który podążył za tajemniczą osobą, kradnącą inne dzieci swoją muzyką. |    |                                  |                                       |                                                |                       |                                    |                      |                  |
| 49 | 5  | Good Form                        | Dobra forma                           | Killian „Hook” Jones                           | Jon Amiel             | Christine Boylan Daniel T. Thomsen | 27 października 2013 | 7 stycznia 2014  |
| Ciało Davida zaczęło się poddawać wpływowi trującego snocienia i przybliżyło go do śmierci. Hook zabrał go w ostatnią podróż by znaleźć sekstant, który umożliwi im odczytanie mapy a przez to, opuszczenie Nibylandii. W Zaczarowanym Lesie przed klątwą, Killian Jones i jego brat − kapitan Liam Jones − pożeglowali, wedle rozkazów króla, do Nibylandii by znaleźć potężną roślinę, która uleczy każdą ranę. |    |                                  |                                       |                                                |                       |                                    |                      |                  |
| 50 | 6  | Ariel                            | Arielka                               | Ariel i królewna Śnieżka                       | Ciaran Donnelly       | Edward Kitsis Adam Horowitz        | 3 listopada 2013     | 14 stycznia 2014 |
| Emma, Mary Margaret, David i Hook próbowali uwolnić Neala, uwięzionego w jednym z obozowisk Piotrusia. Regina i Gold niechętnie sprzymierzyli się, by znaleźć sposób na ugodzenie Pana. W Zaczarowanym Lesie przed klątwą, syrenka Ariel uratowała królewnę Śnieżkę przed utonięciem. Ona zrewanżowała się przyjaciółce, pomagając jej nawiązać więź z księciem Erykiem, w którym się głęboko zakochała. |    |                                  |                                       |                                                |                       |                                    |                      |                  |
| 51 | 7  | Dark Hollow                      | Ciemna pustka                         | brak                                           | Guy Ferland           | Kalinda Vazquez Andrew Chambliss   | 10 listopada 2013    | 21 stycznia 2014 |
| Gold i Regina wysłali Ariel do Storybrooke z przedmiotem, który umożliwił Belle znalezienie tajemniczego artefaktu, umożliwiającego uwięzienia Piotrusia. Dwaj mężczyźni wdarli się do miasta z intencją powstrzymania ich bez względu na koszty. Tymczasem Emma, Neal i Hook starali się znaleźć Mroczną Kotlinę, by schwytać, mieszkającego tam cień Piotrusia. Mary Margaret była wściekła na wyleczonego Davida z powodu jego tajemnicy. |    |                                  |                                       |                                                |                       |                                    |                      |                  |
| 52 | 8  | Think Lovely Thoughts            | Pomyśl coś miłego                     | Rumplestiltskin i Piotruś Pan                  | David Solomon         | David H. Goodman Robert Hull       | 17 listopada 2013    | 4 lutego 2014    |
| Piotruś zaprowadził Henry’ego do sekretnej jaskini, gdzie przekonał chłopca do tego, że tylko on może ocalić magię i Nibylandię. Jednakże walka dobra ze złem miała dopiero nadejść, gdyż Emma, Mary Margaret, David, Regina, Gold, Neal o Hook znaleźli się na bezpośredniej ścieżce prowadzącej do Pana. W Zaczarowanym Lesie przed klątwą, młody Rumplestiltskin znalazł przedmiot, który umożliwiłby mu rozpoczęcie nowego życia z jego samolubnym ojcem. |    |                                  |                                       |                                                |                       |                                    |                      |                  |
| 53 | 9  | Save Henry                       | Na ratunek Henry'emu                  | Regina Mills i Henry Mills (adopcja)           | Andy Goddard          | Christine Boylan Daniel T. Thomsen | 1 grudnia 2013       | 11 lutego 2014   |
| Podczas gdy życie Henry’ego zawisło na włosku, pości za Piotrusiem osiągnął zenit, zanim on osiągnie pełnię mocy z serca wierzącego najmocniej. W Storybrooke przed przybyciem Emmy, Regina postanowiła zapełnić pustkę w swoim sercu i z pomocą Golda, zaaranżowała adopcję dziecka. |    |                                  |                                       |                                                |                       |                                    |                      |                  |
| 54 | 10 | The New Neverland                | Nowa Nibylandia                       | Królewna Śnieżka i Książę z Bajki              | Ron Underwood         | Andrew Chambliss                   | 8 grudnia 2013       | 18 lutego 2014   |
| Mieszkańcy Storybrooke byli pełni szczęścia, gdy bohaterowie wrócili Nibylandii wraz Henrym. Nie wiedzieli jednak o tym, że pewien plan − który zatrzęsie życiem każdego z mieszkańców − został wprawiony w ruch przez doskonale ukrytego Piotrusia. W Zaczarowanym Lesie przed klątwą, z powodu królewny Śnieżki, Książę z Bajki zrezygnował z podroży poślubnej i pomógł jej odszukać bestię, która powstrzyma Złą Królową. |    |                                  |                                       |                                                |                       |                                    |                      |                  |
| 55 | 11 | Going Home                       | Powrót do domu                        | brak                                           | Ralph Hemecker        | Edward Kitsis Adam Horowitz        | 15 grudnia 2013      | 25 lutego 2014   |
| Zaczął się wyścig z czasem o powstrzymanie Piotrusia przed rzuceniem Mrocznej Klątwy i zamianą każdego z rezydentów miasta w jego pozbawionych wspomnień niewolników. |    |                                  |                                       |                                                |                       |                                    |                      |                  |
| 56 | 12 | New York City Serenade           | Nowojorska serenada                   | brak                                           | Billy Gierhart        | Edward Kitsis Adam Horowitz        | 9 marca 2014         | 18 marca 2014    |
| Po tym jak Rumplestiltskin poświęcił swoje życie, by uniemożliwić Piotrusiowi rzucenie na nowo klątwy, Regina odczyniła swą klątwę. Wymazało to Storybrooke z mapy i przerzuciło wszystkich − oprócz Henry’ego i Emmy z nowymi wspomnieniami − do Zaczarowanego Lasu. Rok później stało się coś niedobrego, co zmusiło Hooka do przyjazdu po Emmę, by przywrócić jej wspomnienia. Tylko tak by mogła pomóc swej rodzinie i przyjaciołom w drugim Storybrooke, w sytuacji bez wyjścia. W Zaczarowanym Lesie po złamaniu i cofnięciu klątwy, Zła Królowa i Śnieżka pogodziły się. Udały się do pałacu Reginy by tam zamieszkać. |    |                                  |                                       |                                                |                       |                                    |                      |                  |
| 57 | 13 | Witch Hunt                       | Polowanie na czarownice               | Zła Królowa i Robin Hood                       | Guy Ferland           | Jane Espenson                      | 16 marca 2014        | 25 marca 2014    |
| Emma pojawiła się w miasteczku wraz synem i spotkała się z rodziną oraz znajomymi. Odkryła, że nikt nie pamiętał całego poprzedniego roku, spędzonego w Zaczarowanym Lesie. Była pewna, że ktoś w mieście był odpowiedzialny za tę sytuację. Zawarła sojusz z Reginą by wyjawić tożsamość tej osoby. W Zaczarowanym Lesie po złamaniu i cofnięciu klątwy, Zła Królowa z pomocą Robin Hooda, włamała się do swojego pałacu, który został przejęty przez Złą Czarownicę z Zachodu. |    |                                  |                                       |                                                |                       |                                    |                      |                  |
| 58 | 14 | The Tower                        | Wieża                                 | Roszpunka i Książę z Bajki                     | Ralph Hemecker        | Robert Hull                        | 23 marca 2014        | 1 kwietnia 2014  |
| Emma, David, Regina i Hook kontynuowali swe poszukiwania Złej Czarownicy. Tymczasem ona zaplanowała mroczną niespodziankę Davidowi. Pewien więzień Zeleny był bezsilny wobec jej planów względem Storybrooke. W Zaczarowanym Lesie po złamaniu i cofnięciu klątwy, Książę z Bajki musiał pomóc Roszpunce zmierzyć się z jej strachem, jeśli chciała być wolna. |    |                                  |                                       |                                                |                       |                                    |                      |                  |
| 59 | 15 | Quiet Minds                      | Spokojne głowy                        | Belle i Neal Cassidy (Baelfire)                | Eagle Egilsson        | Kalinda Vazquez                    | 30 marca 2014        | 8 kwietnia 2014  |
| Neal znalazł się w Storybroke i zatęsknił za kontaktem z synem, którego wspomnienia o ojcu zniknęły. Usiłował też odnaleźć swojego własnego ojca, Golda, który żył, lecz był zaginiony. Regina odkryła szczególną więź z Robin Hoodem. W Zaczarowanym Lesie po złamaniu i cofnięciu klątwy, dorosły Balefire był zrozpaczony śmiercią ojca. Z pomocą Belle i zaczarowanego świecznika Lumiére, starał się znaleźć magiczne rozwiązanie wskrzeszenia Rumplestiltskina. |    |                                  |                                       |                                                |                       |                                    |                      |                  |
| 60 | 16 | It's Not Easy Being Green        | Nie łatwo być zielonym                | Zła Czarownica z Zachodu                       | Mario Van Peebles     | Andrew Chambliss                   | 6 kwietnia 2014      | 15 kwietnia 2014 |
| Wraz z Goldem jako swym niewolnikiem, Zelena wezwała Reginę do walki na śmierć i życie oraz zaszokowała ją rodzinną więzią. Miasteczko pochowało Neala na cmentarzu. W Krainie Oz przed klątwą, zazdrosna Zelena odkryła, że ma siostrę i zażądała od Czarnoksiężnika z Oz by wysłał ją do Zaczarowanego Lasu. Tam Rumplestiltskin wyszkolił ją na tyle, że stała się ważnym graczem na szachownucy. |    |                                  |                                       |                                                |                       |                                    |                      |                  |
| 61 | 17 | The Jolly Roger                  | Piracka bandera                       | Ariel i Killian „Hook” Jones                   | Ernest Dickerson      | David H. Goodman                   | 13 kwietnia 2014     | 22 kwietnia 2014 |
| Ariel wróciła do Storybrooke i wybłagała Hooka by pomógł jej odszukać ukochanego księcia Eryka, który nie wrócił do miasta wraz z ostatnią klątwą. Emma zgodziła się by Regina nauczała jej magii i tym samym pomogła pomóc jej pokonać Złą Czarownicę z Zachodu. David i Mary Margaret byli uznawani przez Henry’ego za nudnych i zdecydowali się być tak samo zabawni jak Hook. W Zaczarowanym Lesie po złamaniu i cofnięciu klątwy, wściekła Ariel zmierzyła się z Hookiem na temat jej zaginionego Eryka, który − jak sądziła − został porwany a nawet zabity przez ciemnolicego pirata. Hook wyznał, że „Jolly Roger” został mu skradziony i Eryk najprawdopodobniej jest więźniem złodzieja. Ariel naprowadziła go na wskazówkę kto może być winowajcą, przez co razem wyruszyli w miejsce zacumowania statku. |    |                                  |                                       |                                                |                       |                                    |                      |                  |
| 62 | 18 | Bleeding Through                 | Przenikanie                           | Cora                                           | Romeo Tirone          | Daniel T. Thomsen Jane Espenson    | 20 kwietnia 2014     | 29 kwietnia 2014 |
| Po tym jak Zelena dopadła serce Reginy, sama pani burmistrz wywołała ducha swej zmarłej matki, Cory, by dowiedzieć się dlaczego ona porzuciła Zelenę. Belle znalazła w książce odpowiedź na to jaki jest ostateczny cel Zeleny. W Zaczarowanym Lesie przed klątwą, młoda Cora została oszukana przez kogoś, kto podawał się za księcia. Dlatego zaszła w ciążę, po czym poznała prawdziwego księcia, co mogło doprowadzić ją do królewskiego życia o jakim marzyła. Pod warunkiem utrzymania swej ciąży w tajemnicy. |    |                                  |                                       |                                                |                       |                                    |                      |                  |
| 63 | 19 | A Curious Thing                  | Osobliwa rzecz                        | Zła Królowa, Królewna Śnieżka i Książę z Bajki | Ralph Hemecker        | Edward Kitsis Adam Horowitz        | 27 kwietnia 2014     | 6 maja 2014      |
| Zelena zagroziła Hookowi, że zabije Henry’ego jeśli jego przeklęte − przez nią − usta nie odbiorą magii Emmie. Tymczasem stosunki między Reginą a Robin Hoodem osiągnęły wysoką temperaturę. W Zaczarowanym Lesie po złamaniu i cofnięciu klątwy, królewna Śnieżka i Książę z Bajki odszukali Glindę, Dobrą Czarownicę z Południa, by prosić ją o pomoc w pokonaniu Zeleny. Mroczna Klątwa, która ponownie przeniosła wszystkich do Storybrooke, została rzucona jeszcze raz, z rąk najmniej spodziewanej osoby. |    |                                  |                                       |                                                |                       |                                    |                      |                  |
| 64 | 20 | Kansas                           | Kansas                                | Zła Czarownica z Zachodu                       | Gwyneth Horder-Payton | Andrew Chambliss Kalinda Vasquez   | 4 maja 2014          | 13 maja 2014     |
| Mary Margaret zaczęła rodzić, a mieszkańcy Storybrooke wszczęli alarm, usiłując nie dopuścić Złej Czarownicy z Zachodu w pobliże drugiego dziecka Śnieżki. Zelena planowała go użyć, by cofnąć się w czasie i zmienić swe przeznaczenie, czyli pozbawić Reginę oraz matkę Śnieżki miejsca spośród żywych. W Krainie OZ przed pierwszą klątwą, Glinda starała się nakłonić Zelenę do zduszenia w sobie zazdrości i zła oraz dołączenia do ich wspólnoty sióstr − opiekunek Oz. Jednakże pojawienie się młodej dziewczynki mogło okazać się jej zgubą. |    |                                  |                                       |                                                |                       |                                    |                      |                  |
| 65 | 21 | Snow Drifts                      | Śnieżne zaspy                         | Emma Swan                                      | Ron Underwood         | David H. Goodman Robert Hull       | 11 maja 2014         | 20 maja 2014     |
| Podczas gdy Mary Margaret i David świętowali nadanie imienia swemu dziecku w „barze u Babci”, Emma i Hook zostali wciągnięci w portal czasu Zeleny. Trafili do Zaczarowanego Lasu sprzed pierwszej klątwy. W swej wyprawie, polegającej na znalezieniu drogi powrotnej, Emmie „udało się” zmienić przeszłość, czyli moment poznania jej rodziców. Teraz musiała poprosić o małą pomoc Rumplestitlskina by sama z Hookiem mogła to naprawić. |    |                                  |                                       |                                                |                       |                                    |                      |                  |
| 66 | 22 | There's No Place Like Home       | Wszędzie dobrze, ale w domu najlepiej | Emma Swan                                      | Ralph Hemecker        | Edward Kitsis Adam Horowitz        | 11 maja 2014         | 27 maja 2014     |
| Emmie z kapitanem powiodło się zapoznanie Księcia z Bajki i Śnieżki. Po tym jak ocalili tę ostatnią spod srogiej ręki Złej Królowej, Emmie udało się odzyskać swą magię i otworzyć portal. Wraz z kapitanem wrócili do miasteczka z pasażerką o niespodziewanej tożsamości, która mogła zagrozić szczęściu Reginy. Przechodząc przez bramę czasu, bohaterowie pociągnęli z sobą do Storybrooke urnę. Z niej wyszła kobieta o wielkiej magicznej mocy i której to bał się nawet Rumplestiltskin. Ona prawdopodobnie na zawsze zmieni bieg przyszłości i pogodę miasteczka. |    |                                  |                                       |                                                |                       |                                    |                      |                  |

## Sezon czwarty
Dnia 8 maja 2014 roku telewizja ABC przedłużyła serial Dawno, dawno temu o czwarty sezon.
| 67 | 1  | A Tale of Two Sisters        | Opowieść o dwóch siostrach   | Elsa i Anna                                     | Ralph Hemecker                | Edward Kitsis Adam Horowitz      | 28 września 2014     | 4 stycznia 2015  |
| Przestraszona i zdezorientowana Elsa znajdzie się w Storybrooke, gdzie w obawie przed intencjami mieszkańców stworzy potężnego śnieżnego potwora dla swej ochrony. Regina będzie się zastanawiać się czy jej związek z Robinem został doszczętnie zniszczony przez powrót Lady Marion. W trakcie miesiąca miodowego, Gold znajdzie intrygujący obiekt, który zmusza go do postawienia sobie pytania: „czy powinien oficjalnie przekazać Belle kontrolę nad sztyletem, który czyni go Mrocznym?” Hook będzie przerażony odkryciem, że Emma go unika, podczas gdy ona będzie próbować pocieszać Reginę po tym, jak stała się odpowiedzialna za sprowadzenie Marion z przeszłości. W Arendelle przed pierwszą klątwą, królowa Elsa − siostra Anny która wkrótce miała poślubić Kristoffa − odkryła, że ich rodzice – którzy zginęli na statku w czasie sztormu – zmierzali do tajemniczego miejsca. Mogło ono skrywać sekret ujarzmienia niekontrolowanych lodowych mocy Elsy. Wbrew woli siostry, Anna postanowiła dokończyć misję ich rodziców, aby odkryć to czego oni szukali przed laty. |    |                              |                              |                                                 |                               |                                  |                      |                  |
| 68 | 2  | White Out                    | Śnieżyca                     | Anna i Książę z Bajki                           | Ron Underwood                 | Jane Espenson                    | 5 października 2014  | 4 stycznia 2015  |
| Podczas desperackich starań o znalezienie swej siostry, Elsa zostanie zaskoczona przez Emmę i znajdą się w pułapce w środku lodowej jaskini. W zamarzającej temperaturze życie Emmy będzie zagrożone. Regina załamana zerwaniem z Robin Hoodem, odizoluje się od miasta, co zasmuci jej syna. Skoro ludzie uznają Mary Margaret za swoją przywódczynię, ona zmierzy się ze swym pierwszym zadaniem podczas prób uruchomienia generatora prądu by przywrócić elektryczność w mieście po tym jak Elsa zniszczy linie wysokiego napięcia. W Zaczarowanym Lesie przed pierwszą klątwą, Anna nauczyła Davida by walczył z Bo Peep, brutalnym dygnitarzem wojskowym, która zagroziła odebraniem jego farmy, jeśli nie zapłacą odpowiedniej kwoty. |    |                              |                              |                                                 |                               |                                  |                      |                  |
| 69 | 3  | Rocky Road                   | Wyboista droga               | Elsa i Królowa Śniegu                           | Morgan Beggs                  | David H. Goodman Jerome Schwartz | 12 października 2014 | 11 stycznia 2015 |
| Kiedy lodowe zaklęcie zostało rzucone na Lady Marian, które to koniec, końców zamrozi jej serce i zabije ją, mieszkańcy Storybrooke obwinią o oto Elsę. Jednakże, bez czyjejkolwiek wiedzy, tajemnicza kobieta – prowadząca lokalną lodziarnię – ma te same moce co Elsa i spróbuje ją wrobić. Emma i David znajdą byłego członka „wesołej kompanii”. Szkarłatnego Willa, grzebiącego w namiocie Robin Hooda. Regina stworzy zespół z Henrym by spróbować odkryć kto jest autorem tomu z baśniami. Mary Margaret będzie miała problemy z połączeniem obowiązków lidera Storybrooke z byciem matką dla młodego książątka Neala. Hook zacznie podejrzewać, że Gold ma nadal władzę nad sztyletem, który czyni go Mrocznym. W Arendelle przed pierwszą klątwą, Elsa i Kristoff usiłowali powstrzymać Hansa przed próbą przejęcia królestwa. |    |                              |                              |                                                 |                               |                                  |                      |                  |
| 70 | 4  | The Apprentice               | Uczeń Czarnoksiężnika        | Anna i Rumplestiltskin                          | Ralph Hemecker                | Andrew Chamblis Dana Horgan      | 19 października 2014 | 18 stycznia 2015 |
| Po tym jak Emma poprosi Hooka, aby poszli na pierwszą prawdziwą randkę, ten odwiedza pana Golda oraz zażąda zwrotu swej odciętej dłoni, aby ponownie ją założyć. Dzięki czemu będzie mógł objąć ją obiema rękami. Ale magia zawsze ma swoją cenę. Henry i Mary Margaret spróbują zaoferować nadzieję Reginie, kiedy stanie się sfrustrowana nie mogąc znaleźć lekarstwa, aby ocalić zamrożoną Marian. Will Scarlet spróbuje włamać się do biblioteki Storybrooke, aby znaleźć szczególną książkę. W Zaczarowanym Lesie przed pierwszą klątwą, Rumplestiltskin wyruszył po magiczne pudełko, którego pilnował uczeń czarodzieja i wykorzystał Annę, aby pomogła mu je zdobyć. |    |                              |                              |                                                 |                               |                                  |                      |                  |
| 71 | 5  | Breaking Glass               | Zbite szkło                  | Emma Swan i Lily Page                           | Alrick Riley                  | Scott Nimerfro Kalinda Vasquez   | 26 października 2014 | 25 stycznia 2015 |
| Regina niechętnie sprzymierzy się z Emmą, aby szukać Królowej Śniegu po tym jak Sidney, który po raz kolejny został więźniem Reginy w lustrze, odkryje miejsce jej pobytu i zgodzi się doprowadzić je do miejsca. Belle zaopiekuje się małym Nealem, gdy nerwowi Mary Margaret i David przygotują się do pierwszej randki z dala od swoich dzieci. Znajdą się w misji wyśledzenia Willa Scarlet, który uciekł z więzienia miasta, a Elsa zobaczy Annę w lesie Storybrooke. W Krainie Bez Magii, przed przyjazdem do miasteczka, młoda Emma znalazła sobie bratnią duszę, kiedy zaprzyjaźnia się z dziewczyną, która, tak jak ona, zbiegła z sierocińca. |    |                              |                              |                                                 |                               |                                  |                      |                  |
| 72 | 6  | Family Business              | Sprawy rodzinne              | Belle i Anna                                    | Mario Van Peebles             | Andrew Chamblis Kalinda Vasquez  | 2 listopada 2014     | 1 lutego 2015    |
| Zacznie się wyścig by wytropić nieuchwytną Królową Śniegu, która była niegdyś przybraną matką dla młodej Emmy. Wspomnienia „wybawicielki” z tego okresu zostały jednak usunięte. Celem mieszkańców Stoybrooke i Elsy będzie odkrycie jaki jest ostateczny cel Królowej Śniegu. Belle, która wciąż nie jest świadoma posiadania fałszywego sztyletu Mrocznego, będzie usiłowała wymusić na mężu przeniesienie do kryjówki Królowej Śniegu, by odczynić to co spotkało Annę. W Zaczarowanym Lesie przed pierwszą klątwą, Belle udała się do Arendelle by tam, by z pomocą Anny, odzyskać swe wspomnienia dotyczące losu swej matki. |    |                              |                              |                                                 |                               |                                  |                      |                  |
| 73 | 7  | The Snow Queen               | Królowa Śniegu               | Królowa Śniegu                                  | Billy Gierhart                | Edward Kitsis Adam Horowitz      | 9 listopada 2014     | 8 lutego 2015    |
| Emma schwyta Królową Śniegu i przesłucha ją w biurze szeryfa. Ingrid użyje jednak swej wiedzy z doświadczenia i wmówi jej, że mają więcej wspólnego, niż sobie może wyobrazić. Związek Reginy i Robin Hooda wzrośnie niebywale kompleksowo podczas poszukiwania sposobu na ocalenie Lady Marian. Emma zobaczy co ominęło ją z wychowania i dorastania w biologicznej rodzinie, gdy zobaczy jak jej bratem opiekuje się Mary Margaret. Henry zacznie swą pracę w lombardzie dziadka Gold, starając się jednocześnie znaleźć wskazówki do tożsamości autora książki. W Arendelle przed pierwszą klątwą, poznamy korzenie Królowej Śniegu i jej rodzinne pokrewieństwo z Elsą i Anną, gdy odkryła swe spektakularne oraz groźne moce. |    |                              |                              |                                                 |                               |                                  |                      |                  |
| 74a | 8a | Smash the Mirror Part 1      | Roztrzaskane lustro, część 1 | Elsa, Anna i Królowa Śniegu                     | Eagle Egillson Ralph Hemecker | David H. Goodman Jerome Schwartz | 16 listopada 2014    | 15 lutego 2015   |
| Moce Emmy wymkną się spod kontroli. Obawa o to, że zrani bliskich, zmusi ją do odsunięcia się od nich. Skieruje swe kroki do Golda/Mrocznego by okiełznać tę moc. Ten wyjawi jej sposób w jaki może się ich pozbyć, lecz Hook będzie próbował ją od tego odwieść. Robin Hood zwerbuje Willa Scarlet by towarzyszył mu w misji a Mary Margaret z Davidem będą szukać córki. W Arendelle przed pierwszą klątwą, Królowa Śniegu próbowała przeciwstawić sobie Annę i Elsę, lecz gdy okazało się to trudniejsze niż myślała, obrała drastyczną metodę. |    |                              |                              |                                                 |                               |                                  |                      |                  |
| 74b | 8b | Smash the Mirror Part 2      | Roztrzaskane lustro, część 2 | Elsa, Anna i Królowa Śniegu                     | Eagle Egillson Ralph Hemecker | David H. Goodman Jerome Schwartz | 16 listopada 2014    | 22 lutego 2015   |
| Moce Emmy wymkną się spod kontroli. Obawa o to, że zrani bliskich, zmusi ją do odsunięcia się od nich. Skieruje swe kroki do Golda/Mrocznego by okiełznać tę moc. Ten wyjawi jej sposób w jaki może się ich pozbyć, lecz Hook będzie próbował ją od tego odwieść. Robin Hood zwerbuje Willa Scarlet by towarzyszył mu w misji a Mary Margaret z Davidem będą szukać córki. W Arendelle przed pierwszą klątwą, Królowa Śniegu próbowała przeciwstawić sobie Annę i Elsę, lecz gdy okazało się to trudniejsze niż myślała, obrała drastyczną metodę. |    |                              |                              |                                                 |                               |                                  |                      |                  |
| 75 | 9  | Fall                         | Upadek                       | brak                                            | Mario Van Peebles             | Jane Espenson                    | 30 listopada 2014    | 1 marca 2015     |
| Gdy zaklęcie rozbitego wzroku zbliży się do Storybrooke, Mary Margaret i David zmobilizują mieszkańców by przygotowali się na klątwę, podczas gdy Belle i wróżki będą szykować antidotum. Gold i Hook – jako jego niechętny sługa – będą obmyślać własny plan ucieczki. Regina i Robin Hood przygotują się na najgorsze z pomocą zaklęcia lokalizującego. Emma i Elsa będą desperacko szukać Anny. W Arendelle po złamaniu drugiej klątwy, Kristoff i Anna przebudzili się by odkryć, że ich królestwo znowu stanęło wobec zagrożenia ze strony Hansa. |    |                              |                              |                                                 |                               |                                  |                      |                  |
| 76 | 10 | Shattered Sight              | Zaburzone widzenie           | Królowa Śniegu i Emma Swan                      | Gwyneth Horder-Payton         | Scott Nimerfro Tze Chun          | 7 grudnia 2014       | 8 marca 2015     |
| Storybrooke stało się miastem chaosu, z mieszkańcami skaczącymi sobie do gardeł, pod wpływem zaklęcia rozbitego wzroku rzuconego przez Królową Śniegu. Emma i Elsa będą się ścigać z czasem by zerwać z siebie magiczne wstążeczki, zdjąć klątwę i schwytać samą Królową Śniegu. David zobaczy tylko zza krat decydujące starcie między Mary Margaret a Reginą. Gold zabierze Belle i Henry’ego by opuścić miasto... na zawsze. Will Scarlet zapragnie wyrównania rachunków z Hookiem. Tępa głowa Kristoffa doprowadzi Annę do – ogrzewającego serce – odkrycia. W Świecie Pozbawionym Magii podczas pierwszej klątwy, Ingrid nawiązała kontakt z Emmą i chciała zostać jej matką zastępczą, lecz musiała zweryfikować swój plan. |    |                              |                              |                                                 |                               |                                  |                      |                  |
| 77 | 11 | Heroes and Villains          | Bohaterowie i złoczyńcy      | Rumplestiltskin i Belle                         | Ralph Hemecker                | Edward Kitsis Adam Horowitz      | 14 grudnia 2014      | 15 marca 2015    |
| W pokłosiu [zdjętej] klątwy Królowej Śniegu, nasi bohaterowie będą musieli się pozbierać. Natomiast Regina będzie musiała podjąć skomplikowaną decyzję. Los Hooka będzie wisieć na włosku, ponieważ droga Golda do [magicznej] potęgi zagraża wszystkim którzy są mu drodzy. W Zaczarowanym Lesie przed pierwszą klątwą, Belle została porwana sprzed nosa Mrocznego przez Urszulę, Maleficent i Cruellę, by wymusić na nim zmianę reguł bajkowej gry. By złoczyńcy wygrali. |    |                              |                              |                                                 |                               |                                  |                      |                  |
| 78 | 12 | Darkness On The Edge Of Town | Ciemność na skraju miasta    | Rumplestiltskin, Urszula, Cruella i Maleficent  | Jon Amiel                     | Edward Kitsis Adam Horowitz      | 1 marca 2015         | 22 marca 2015    |
| Z panem Gold poza granicami Storybrooke, rezydenci miasteczka postarają się podsumować swe zwykłe życie. Hook i Belle podejmą starania o uwolnienie wróżek z czapki czarodzieja, podczas gdy Emma, Henry i Regina poszukają wskazówek które zaprowadzą ich do Autora. Kiedy jednak mrożąca krew ciemność spłynie na miasto, Emma i Regina zostaną zmuszone do zmierzenia się z prawdziwą naturą zła. Tymczasem w Nowym Jorku, Gold i Urszula poproszą Cruellę de Vil o dołączenie do ich wyprawy. W Zaczarowanym Lesie przed pierwszą klątwą, Rumplestiltskin zebrał Urszulę i Cruellę w Zakazanej Fortecy Maleficent by razem zdobyły dla niego Mroczna Klątwę, strzeżoną przez Czernaboga. |    |                              |                              |                                                 |                               |                                  |                      |                  |
| 79 | 13 | Unforgiven                   | Bez wybaczenia               | Królewna Śnieżka, Książę z Bajki i Maleficent   | Adam Horowitz                 | Andrew Chambliss Kalinda Vasquez | 8 marca 2015         | 29 marca 2015    |
| David i Mary Margaret będą podejrzewać, że Cruella z Urszulą przybyły do Storybrooke po coś więcej, niż własne szczęśliwe zakończenie. Po coś co zagrozi wyjawieniem sekretu, który – jak sądzili – dawno pogrzebali. Emma rozpocznie swe własne dochodzenie w sprawie obydwu wiedźm, ale nie będzie mogła się otrząść z uczucia, że jej przyjaciele i rodzina coś przed nią ukrywają. Regina i Henry będą kontynuować poszukiwania Autora, zwracając się do Marco i Pinokia w nadziei, że ten ostatni może pamiętać o pomocnej wskazówce. W Zaczarowanym Lesie przed pierwszą klątwą, Śnieżka i Książę skrzyżowali drogi z Władczyniami Ciemności jak tylko groźba klątwy królowej zawisła nad nimi. |    |                              |                              |                                                 |                               |                                  |                      |                  |
| 80 | 14 | Enter the Dragon             | Wejście smoka                | Zła Królowa i Maleficent                        | Ralph Hemecker                | David H. Goodman Jerome Schwartz | 15 marca 2015        | 5 kwietnia 2015  |
| By szpiegować Władczynie Ciemności dla bohaterów, Regina będzie musiała udowodnić, że nadal potrafi ubrudzić swe dłonie. W tym czasie, Emma, David i Mary Margaret podejmą wyścig, aby mieć oko na ich tajną operację. Belle zwróci się z niezwykłą przysługą do Hooka a Henry posunie się do przodu w poszukiwaniach Autora. W Zaczarowanym Lesie przed pierwszą klątwą, Regina zaprzyjaźniła się z Maleficent by przywrócić jej iskrę. |    |                              |                              |                                                 |                               |                                  |                      |                  |
| 81 | 15 | Poor Unfortunate Soul        | Biedna, nieszczęsna dusza    | Urszula „morska wiedźma” i Killian „Hook” Jones | Steve Pearlman                | Andrew Chambliss                 | 22 marca 2015        | 12 kwietnia 2015 |
| Hook wykorzysta swoją skomplikowaną historię z Urszulą, aby dowiedzieć się, co ona wie o końcowym celu Golda. Mroczny i Władczynie Ciemności będą torturować Augusta, podczas gdy Emma z rodzicami będą ścigać się z czasem by go odnaleźć. Regina zacznie się obawiać o bezpieczeństwo Robin Hooda i jednocześnie, utrzymać swą przykrywkę jako czarny charakter. W Nibylandii przed pierwszą klątwą, młoda i nerwowa Urszula zwerbowała Hooka by pomógł jej w ucieczce z domu, lecz wkrótce doszła do wniosku, że to nie było zbyt mądre zaufać piratowi. |    |                              |                              |                                                 |                               |                                  |                      |                  |
| 82 | 16 | Best Laid Plans              | Najlepiej ułożone plany      | Królewna Śnieżka i Książę z Bajki               | Ron Underwood                 | Kalinda Vasquez Jane Espenson    | 29 marca 2015        | 19 kwietnia 2015 |
| Hook powie Emmie, że jej przeznaczenie jest zagrożone planami Golda, podczas gdy Regina zaprowadzi złoczyńców na dziki pościg. Henry dokona przełomu w poszukiwaniach Autora, podczas gdy jego dziadkowie będą musieli się zastanowić nad obranym kursem zadań. W Zaczarowanym Lesie przed pierwszą klątwą, Śnieżka i Książę z Bajki poszukiwali drogi by upewnić się, że ich dziecko wyrośnie na bohaterkę. Kiedy wędrujący domokrążca skieruje ich do odwiedzenia życzliwego, starszego pustelnika, małżonkowie staną przed decyzją, która może zabezpieczyć ich dziecko, ale w cenie, która będzie prześladować ich przez wiele lat. |    |                              |                              |                                                 |                               |                                  |                      |                  |
| 83 | 17 | Heart of Gold                | Serce Golda                  | Robin Hood                                      | Billy Gierhart                | Scott Nimerfro Tze Chun          | 12 kwietnia 2015     | 26 kwietnia 2015 |
| Emma będzie się nadal miotać po tym jak poznała prawdę o tym co zrobili jej rodzice wobec Maleficent. Będzie się też musiała skupić na odszukaniu Autora zanim zrobi to Gold. Ten zaszantażuje Reginę, byle tylko pilnie zdobyć szczęśliwe zakończenie. W Zaczarowanym Lesie przed pierwszą klątwą, Robin Hood nauczył się, co to znaczy być honorowym złodziejem, kiedy przyjął propozycję Rumpelstiltskina by udał się do krainy Oz po cenny magiczny eliksir od Złej Czarownicy z Zachodu. |    |                              |                              |                                                 |                               |                                  |                      |                  |
| 84 | 18 | Sympathy for the De Vil      | Współczucie dla de Vil       | Cruella de Vil i Izaak „Autor” Heller           | Romeo Tirone                  | David H. Goodman Jerome Schwartz | 19 kwietnia 2015     | 3 maja 2015      |
| Regina zyska przewagę by trzymać pana Gold od wtrącania się w jej plan uratowania Robina, ale wspólny wyjazd z Emmą do Nowego Jorku nie wypali, gdyż dowiedzą się, że Cruella porwie Henry’ego. W fikcyjnej Anglii z lat 20. XX wieku młoda Cruella była terroryzowana przez dalmatyńczyki jej opresyjnej matki. Dziewczyna była ograniczona do strychu swej rodzicielki, do czasu gdy tajemniczy nieznajomy przybył i zachęcił ją do zmierzenia się ze swą dręczycielką. |    |                              |                              |                                                 |                               |                                  |                      |                  |
| 85 | 19 | Lily                         | Lily                         | Emma Swan i Lily Page                           | Ralph Hemecker                | Andrew Chamblis Dana Horgan      | 26 kwietnia 2015     | 10 maja 2015     |
| Potencjalna mroczność Emmy będzie mieć wpływ na każdego, ale gdy Emma zda sobie sprawę, że córka Maleficent, Lily, w rzeczywistości jest jej najbliższą przyjaciółką z jej dni w czasie pobytu w domach zastępczych, postanowi ją znaleźć i połączyć z matką. Regina połączy siły z Emmą i razem wyruszą, aby wytropić dziewczynę i ostrzec Robina o Zelenie. Jednak żadna z nich nie będzie przygotowana na surową rzeczywistość, którą napotykają w zewnętrznym świecie. Tymczasem, w Storybrooke, Gold stawi czoła kryzysowi, w tym Belle. W Krainie Bez Magii, przed przyjazdem do miasteczka, Emmie żyło się dobrze z jej nową rodziną w domu zastępczym, do czasu gdy w jej życiu ponownie zjawiła się Lily, grożąca zdestabilizowaniem wszystkiego. |    |                              |                              |                                                 |                               |                                  |                      |                  |
| 86 | 20 | Mother                       | Matka                        | Zła Królowa i Cora                              | Ron Underwood                 | Jane Espenson                    | 3 maja 2015          | 17 maja 2015     |
| Emma powróci do Storybrooke by połączyć Lily z Maleficent, podczas gdy Robin wraz z Reginą zmierzą się z konsekwencjami ciąży Zeleny. Podczas gdy stan zdrowia Golda się pogorszy, Autor będzie szukał nowego sojusznika do wyprodukowania magicznego tuszu, potrzebnego mu by przepisać historię na nowo. W Zaczarowanym Lesie przed pierwszą klątwą, w rocznicę śmierci Daniela, Cora wróciła z Krainy Czarów by prosić córkę o wybaczenie i zaoferowała pomoc w znalezieniu jej prawdziwej miłości. Regina pozostała nieufna co do intencji swej matki. |    |                              |                              |                                                 |                               |                                  |                      |                  |
| 87 | 21 | Operation Mongoose Part 1    | Operacja Mangusta, część 1   | Izaak „Autor” Heller                            | Romeo Tirone                  | Edward Kitsis Adam Horowitz      | 10 maja 2015         | 24 maja 2015     |
| Autor zawiera sojusz z Goldem. Emma wraz ze swoimi rodzicami oraz Hookiem i Reginą próbuje pokrzyżować ich plany. Niestety, gdy Autor i Gold zmieniają sytuację nie tylko złoczyńców, ale i bohaterów, szanse na szczęśliwe zakończenie stają się iluzoryczne. |    |                              |                              |                                                 |                               |                                  |                      |                  |
| 88 | 22 | Operation Mongoose Part 2    | Operacja Mangusta, część 2   | brak                                            | Ralph Hemecker                | Edward Kitsis Adam Horowitz      | 10 maja 2015         | 24 maja 2015     |
| Henry podejmuje działania mające na celu ocalenie swojej rodziny. Musi to zrobić zanim zostanie napisana ostatnia karta tej historii. Zdaje sobie sprawę, że czeka go niezwykle trudne zadanie. Wkrótce dochodzi do wydarzeń, które wstrząsną mieszkańcami Storybrooke. Natomiast stan Golda pogorszy się na tyle, że Uczeń Czarodzieja odbierze jego cały mrok. By powstrzymać tę najgorszą magię z możliwych, bohaterowie będą musieli odnaleźć Merlina i sposób na ocalenie „łabędzia”, nowego Mrocznego. |    |                              |                              |                                                 |                               |                                  |                      |                  |

## Sezon piąty
17 kwietnia 2015 roku, stacja TKLA i Josh Dallas potwierdzili powstanie 5. sezonu. 8 maja, Adam Horowitz oficjalnie ogłosił powstanie 5. sezonu.
| 89 | 1  | The Dark Swan         | Mroczna Emma               | Emma Swan                                    | Ron Underwood         | Edward Kitsis Adam Horowitz       | 27 września 2015     | 10 stycznia 2016 |
| Emma zniknęła natychmiast po tym jak stała się Mroczną. Bohaterowie zostaną zmuszeni do współdziałania razem by ją ocalić. By to zrobić, muszą ją wpierw znaleźć a to będzie wymagało pomocy od najmniej spodziewanego sojusznika. W krainie Camelot po złamaniu drugiej klątwy, Emma postarała się znaleźć sposób by oprzeć się swym mrocznym żądzom i poszukała Merlina w nadziei, że powstrzyma jej transformację. Podczas podróży do Camelotu, otrzymała pomoc od dzielnej i odważnej księżniczki Meridy, a także króla Artura i jego rycerzy Okrągłego Stołu. |    |                       |                            |                                              |                       |                                   |                      |                  |
| 90 | 2  | The Price             | Cena                       | Regina Mills                                 | Romeo Tirone          | Andrew Chambliss Dana Horgan      | 4 października 2015  | 10 stycznia 2016 |
| Hook wdroży wypróbowaną technikę w nadziei na sprowadzenie Emmy z powrotem do światła, kiedy bohaterowie odkryją, że pewien nieoczekiwany bagaż podążył za nimi do domu z Camelotu. W krainie Camelot po złamaniu drugiej klątwy, Regina ujawniła się w zaskakujący sposób, który przetestował jej zapał jako siły służącej dobru, by ochronić Emmę. Król Artur i królowa Ginewra wyprawili królewski bal, aby powitać bohaterów w Camelocie. Kiedy świętowanie przyjęło śmiertelny obrót, David i Robin musieli wkroczyć do akcji albo stracić kluczowy atut w walce o ocalenie Emmy. |    |                       |                            |                                              |                       |                                   |                      |                  |
| 91 | 3  | Siege Perilous        | Stolica Zguby              | David Nolan i król Artur                     | Ralph Hemecker        | Jane Espenson                     | 11 października 2015 | 17 stycznia 2016 |
| Artur − w Storybrooke − poszuka pomocy u Davida w schwytaniu złodzieja, który zagraża drodze powrotnej jego poddanych do Camelotu. Emma dotrze do skonfliktowanego Hooka, gdyż zapragnie zrealizować swój plan wyciągnięcia Excalibura z kamienia. W krainie Camelot po złamaniu drugiej klątwy, bohaterowie gorączkowo pracowali, aby uwolnić Merlina. Zdeterminowany, aby pomóc Emmie, David wyruszył na misję, aby zdobyć magiczny grzyb, którego Regina zamierzała użyć do skomunikowania się z uwięzionym Merlinem. Artur namówił Davida, aby dołączył do niego z powodu niebezpieczeństw przed nim, które są większe niż mógł sobie wyobrazić. Tymczasem Mary Margaret odkryła los swojego starego przyjaciela, Lancelota. |    |                       |                            |                                              |                       |                                   |                      |                  |
| 92 | 4  | The Broken Kingdom    | Rozbite królestwo          | król Artur, Ginewra i Lancelot               | Alrick Riley          | David H. Goodman Jerome Schwartz  | 18 października 2015 | 17 stycznia 2016 |
| Mroczna Emma użyje swojej tajnej broni w kolejnej fazie swojego planu, aby znaleźć odważną duszę w panu Gold. Potrzebowała go do wyciągnięcia Excalibura z kamienia. W krainie Camelot po złamaniu drugiej klątwy, po otrzymaniu złowieszczego ostrzeżenia od Lancelota odnośnie do intencji Artura, Mary Margaret zdała sobie sprawę, że król może być dla nich największym zagrożeniem. Kiedy nie była w stanie przekonać Davida o niebezpieczeństwie, wzięła sprawy w swoje ręce. Natomiast niezachwiana miłość Hooka do Emmy dała promyk nadziei w jej zmaganiu z nieubłaganym głosem Rumplestiltskina. W krainie Camelot przed pierwszą klątwą, Ginewra wyczuła, że Artur tracił swoją drogę, pochłonięty przez obsesję, aby scalić Excalibura. Wyruszyła z Lancelotem na swoją własną misję, w serce mroczności.                                                                                                 |    |                       |                            |                                              |                       |                                   |                      |                  |
| 93 | 5  | Dreamcatcher          | Łapacz snów                | Emma Swan, Regina Mills i Henry Daniel Mills | Romeo Tirone          | Edward Kitsis Adam Horowitz       | 25 października 2015 | 24 stycznia 2016 |
| W Storybrooke, bohaterowie włamią się do domu Emmy w nadziei na zlokalizowanie Golda, ale to co znajdą, umożliwi im dostrzeżenie ostatecznego celu Mrocznej. Z dala od wścibskich oczu, Merida wyruszy na misję, którą Emma jej przydzieliła i zacznie zmieniać Golda w bohatera, potrzebnego do wyciągnięcia Excalibura z kamienia. W krainie Camelot po złamaniu drugiej klątwy, Mary Margaret i David spróbowali odzyskać sztylet Mrocznego. Emma wykorzystała łapacz snów, aby przyjrzeć się przeszłości i zobaczyć, jak Merlin został uwięziony w drzewie. Razem z Reginą dowiedziały się o ważnym składniku, który musiały zdobyć, aby uwolnić czarodzieja. Ścigały się z Arturem, który nie chciał, aby mag został uwolniony. Tymczasem, wspierany przez obie matki, Henry zbierał się na odwagę, aby zaprosić Violet na randkę.                                                                                |    |                       |                            |                                              |                       |                                   |                      |                  |
| 94 | 6  | The Bear And The Bow  | Niedźwiedź i łuk           | Merida i Belle                               | Ralph Hemecker        | Andrew Chambliss Tze Chun         | 1 listopada 2015     | 24 stycznia 2016 |
| Regina, Mary Margaret i David odkryją zaklęcie, które pozwoli jednemu z wybranych Merlina do komunikowania się z nim. Gdy Arturowi nie uda się dotrzeć do zaginionego czarodzieja, bohaterowie staną się podejrzliwi. Tymczasem Emma zleci Meridzie zabicie Belle. Miała nadzieję, że zmusi pana Golda do heroicznej transformacji. Merida nie będzie w stanie sprzeciwić się rozkazom Emmy, dlatego Gold będzie musiał musi znaleźć odwagę, aby walczyć o życie żony albo zaryzykować utratę jej na zawsze. W krainie Camelot po złamaniu drugiej klątwy, przypadkowe spotkanie z Merlinem, Davidem, Hookiem i Belle dało Meridzie nową nadzieję w jej dążeniu, aby ocalić swoich braci przed uzurpującymi klanami DunBroch. Nie chcąc pozostawić niczego losowi, Merida poprowadziła Belle ze sobą na niebezpieczną podróż, która stała się dla nich nieocenioną lekcją odwagi.                                      |    |                       |                            |                                              |                       |                                   |                      |                  |
| 95 | 7  | Nimue                 | Nimue                      | Merlin i Nimue                               | Romeo Tirone          | Jane Espenson                     | 8 listopada 2015     | 31 stycznia 2016 |
| W krainie Camelot po złamaniu drugiej klątwy, Merlin stanął na czele misji, aby połączyć sztylet z Excaliburem, przez co mógł użyć broni i ocalić Emmę przed mrokiem, który wciąż groził jej duszy. Z Zeleną w grupie, Hook, Mary Margaret, David, Regina i Robin wkradli się do zamku Artura, aby zabrać złamany miecz od maniakalnego króla. Tymczasem Merlin zabrał Emmę na podróż, aby skonfrontować się ze swoim starożytnym wrogiem i odzyskać święta iskrę, której potrzebował, aby scalić Excalibur. Obie strony zostały przetestowane, ale jedna otrzymała cios, który zaważył o losach misji. Tysiąc lat przed pierwszą klątwą, młody Merlin znalazł cel po tym, jak został obdarzony magią i nieśmiertelnością. Gdy zakochał się w młodej uciekinierce o imieniu Nimue, wszystko się dla niego zmieniło. Ich romans rozpoczął łańcuch zdarzeń, który dotknął każdego z naszych bohaterów w teraźniejszości. |    |                       |                            |                                              |                       |                                   |                      |                  |
| 96 | 8  | Birth                 | Narodziny                  | Emma Swan i Killian „Hook” Jones             | Eagle Egilsson        | David H. Goodman                  | 15 listopada 2015    | 7 lutego 2016    |
| Ciąża Zeleny tajemniczo przyspieszy i Hook podejmie się nowych oraz rozpaczliwych starań, aby uzyskać odpowiedź od Emmy. W krainie Camelot po złamaniu drugiej klątwy, napięcie sięgnęło zenitu, kiedy Merlin, pod kontrolą Artura, dostarczył ultimatum Emmie: przekazanie sztyletu Mrocznego i iskry Prometeusza w zamian za ocalenie jej całej rodziny. Nie chcąc się poddać, Emma i jej najbliżsi stawili czoła Arturowi, Merlinowi oraz Zelenie w epickiej bitwie na magię i silną wolę. Gdy ich cel był w zasięgu wzroku, Emma musiała dokonać bolesnego wyboru, którego nikt się nie spodziewał. |    |                       |                            |                                              |                       |                                   |                      |                  |
| 97 | 9  | The Bear King         | Król Niedźwiedź            | Merida                                       | Geofrey Hildrew       | Andrew Chambliss                  | 15 listopada 2015    | 14 lutego 2016   |
| W krainie Camelot po złamaniu drugiej klątwy, Zelena i Artur udali się w podróż do DunBroch z misją, aby odzyskać zaczarowany relikt, który miał im dostarczyć potrzebnej przewagi, aby pokonać Emmę i jej rodzinę z przyjaciółmi. Ich droga została zagrodzona przez Meridę, która odbywała własną podróż. Chciała spłacić dług, który jej ojciec, zmarły król Fergus, był winien Czarownicy. Merida zwerbowała do pomocy dwie przyjaciółki, Mulan i Ruby, ale w celu zadowolenia Czarownicy i ocalenia DunBroch, najpierw musiała odkryć tożsamość rycerza, który zabił jej ojca. W krainie DunBroch po złamaniu pierwszej klątwy, Merida uczyła się męstwa i honoru od Mulan, trenując walkę i podążając obok Fergusa na słynną bitwę, która kosztowała go życie. |    |                       |                            |                                              |                       |                                   |                      |                  |
| 98 | 10 | Broken Heart          | Złamane serce              | Emma Swan i Killian „Hook” Jones             | Romeo Tirone          | Dana Horgan Tze Chun              | 29 listopada 2015    | 21 lutego 2016   |
| Wielowiekowa żądza Hooka, aby się zemścić na Goldzie umieści ich obu w niebezpieczeństwie, kiedy miłość Emmy zostanie poddana ostatecznej próbie. Spróbuje przekonać Hooka, aby odwrócił się od mroku zanim m.in. ona, Mary Margaret, David i Regina wyruszą na nową misję, do Storybrooke, gdyż nieoczekiwane zło zostanie uwolnione. W krainie Camelot po złamaniu drugiej klątwy, Hook stał się Mrocznym i jego żądza zemsty na Rumplestiltskinie rozpaliła się na nowo. Kiedy Emma i Hook nie zgadzali się odnośnie do tego jaki jest najlepszy kurs działania, finałowe kawałki układanki zostały ujawnione jak wydarzenia w Camelocie dogoniły teraźniejszość. Napięta konfrontacja między siłami światła i mroku wysłała naszych bohaterów na kurs kolizyjny z przeznaczeniem. |    |                       |                            |                                              |                       |                                   |                      |                  |
| 99 | 11 | Swan Song             | Łabędzi śpiew              | Killian „Hook” Jones                         | Gwyneth Horder-Payton | Edward Kitsis Adam Horowitz       | 6 grudnia 2015       | 28 lutego 2016   |
| Storybrooke zostanie oblężone przez wskrzeszonych Mrocznych, którzy obiorą na cel żywe dusze w celu ofiarowania ich, aby sami mogli wrócić do świata żywych. Gdy zagłada będzie nieuchronna, Gold poradzi Mary Margaret, Davidowi i reszcie bohaterów, aby spędzili swoje ostatnie ulotne chwile ciesząc się towarzystwem bliskich. Jednak Emma nie zechce się poddać. Wiedząc, że jest odpowiedzialna za naprawienie wszystkich kiepskich wyborów, których dokonała jako Mroczny, pozostanie jej jeden problem: Mroczny Hook. Kiedy oboje zetrą się, a los Storybrooke będzie stawką, czyn Hooka znokautuje Emmę w sposób, którego nikt nie przewidzi. W Zaczarowanym Lesie przed pierwszą klątwą, Zła Królowa przetestowała zapał Hooka przez zmuszenie go do skonfrontowania się z kimś bliskim z jego przeszłości, zanim zleciła mu pozbycie się jednego z jej demonów.                                            |    |                       |                            |                                              |                       |                                   |                      |                  |
| 100 | 12 | Souls of the Departed | Dusze tych, którzy odeszli | Zła Królowa                                  | Ralph Hemecker        | Edward Kitsis Adam Horowitz       | 6 marca 2016         | 13 marca 2016    |
| Emma, Regina, Robin Hood, Mary Margaret, David, Henry i Gold pojawią się w Krainie Umarłych, by odzyskać stamtąd Hooka. Odkryją jednak, że ich misja będzie bardziej skomplikowana niż sądzili. Mieszkańcy zaświatów − wszystkie dusze z niedokończonymi sprawami i osobistymi urazami − będą nękać ich na każdym kroku. W Zaczarowanym Lesie przed pierwszą klątwą, znajoma twarz z przeszłości Reginy pojawiła się przed Złą Królową z idealnym prezentem urodzinowym. |    |                       |                            |                                              |                       |                                   |                      |                  |
| 101 | 13 | Labor of Love         | Zachody miłosne            | Królewna Śnieżka i Hercules                  | Billy Gierhart        | Andrew Chambliss Dana Horgan      | 13 marca 2016        | 20 marca 2016    |
| W Krainie Umarłych, uciekinierka z niewoli Hadesa poinformuje bohaterów, że Hook jest przetrzymywany jako zakładnik. Zanim go będą mogli uratować, zostaną zmuszeni do zmierzenia się z okrutną bestią, która strzeże więzienia. Mary Margaret zacznie szukać przyjaciela z dzieciństwa posiadającego wiedzę i doświadczenie jak pokonać monstrum. Gdy się spotkają, dowie się, że nie jest herosem jakiego znała. W Zaczarowanym Lesie przed pierwszą klątwą, młoda Śnieżka zmagała się z utrzymaniem pokoju w jej królestwie i musiała się nauczyć jak być bohaterką, jeśli pewnego dnia miała być królową. |    |                       |                            |                                              |                       |                                   |                      |                  |
| 102 | 14 | Devil's Due           | Diabelskie nasienie        | Rumplestiltskin                              | Alrick Riley          | Jane Espenson                     | 20 marca 2016        | 27 marca 2016    |
| Niewola Hooka przybierze mroczny obrót, gdy odmówi wyznaczenia trzech osób do pozostania w piekle. Hades zagrozi mu potępieniem poprzez wrzucenie do rzeki zagubionych dusz. Tymczasem Gold niespodziewanie wyrazi chęć pomocy Emmie, Śnieżce, Davidowi, Reginie, Robinowi i Henry'emu aby samemu mógł powrócić do domu, do Belle. By to zrobić odnajdzie swą zmarłą żonę Milah i poprosi ją o pomoc. W Zaczarowanym Lesie przed pierwszą klątwą, Rumplestitlskin został zmuszony do zawarcia umowy, która będzie go prześladować przez całe życie, gdy razem z żoną Milah stanęli przed perspektywą utraty życia ich syna, Baelfire'a. |    |                       |                            |                                              |                       |                                   |                      |                  |
| 103 | 15 | The Brothers Jones    | Bracia Jones               | Killian „Hook” Jones i Liam Jones            | Eagle Egilsson        | Jerome Schwartz David H. Goodman  | 27 marca 2016        | 3 kwietnia 2016  |
| Wreszcie połączeni, Hook i Emma będą musieli znaleźć sposób, aby pokonać Hadesa i powrócić do Storybrooke ze Śnieżką, Davidem, Reginą, Robinem, Henrym i Goldem. Niespodziewana wizyta zmarłego brata Hooka – Liama – może doprowadzić ich do tego, czego szukają. Do innych, którzy usiłowali obalić Hadesa przemówią poprzez książkę, która jest kluczem do jego upadku. Zmęczony obserwowaniem akcji w środku, Henry weźmie potajemnie sprawy we własne ręce, gdy inni będą szukali książki. Tymczasem Hades zwiększy wysiłki by zatrzymać bohaterów w Zaświatach przez zwrócenie ich przeciw sobie. W Zaczarowanym Lesie przed pierwszą klątwą, więź między braćmi Jones została poddana próbie wytrzymałości na statku handlowym zmierzającym wprost ku niebezpiecznemu sztormowi. |    |                       |                            |                                              |                       |                                   |                      |                  |
| 104 | 16 | Our Decay             | Nasz upadek                | Hades i Zła Czarownica z Zachodu             | Steve Pearlman        | Tze Chun Dana Horgan              | 3 kwietnia 2016      | 10 kwietnia 2016 |
| Emma, Śnieżka, David, Regina, Robin, Henry i Hook dalej postarają się znaleźć sposób na uwolnienie z Zaświatów wszystkich dusz. Dzięki zgodzie Hadesa, pan Gold tworzy portal do Storybrooke, który przeniesie Belle, Zelene i jej córkę do Świata Umarłych. Podczas gdy Zelena skonfrontuje się ze swoją siostrą, Belle znów spotka się z mężem tylko po to, by dowiedzieć się czegoś, co zmieni jej życie na zawsze. W międzyczasie pogrążeni w rozpaczy David i Śnieżka będą próbowali wszystkiego, by wysłać wiadomość do swojego syna, Neala. W Krainie Oz przed pierwszą klątwą, Hades, który dowiedział się o specjalnym zaklęciu Złej Czarownicy, złożył jej wizytę z zamiarem zaproponowania współpracy. Jednak tych dwoje połączyło coś więcej niż tylko wspólny biznes. |    |                       |                            |                                              |                       |                                   |                      |                  |
| 105 | 17 | Her Handsome Hero     | Jej przystojny bohater     | Belle                                        | Romeo Tirone          | Jerome Schwartz                   | 10 kwietnia 2016     | 17 kwietnia 2016 |
| Belle zwróci się do Golda, by znalazł sposób na ocalenie ich dziecka przed Hadesem. Nie będą się zgadzać co do użycia czarnej magii, gdyż Belle zabroni mężowi używania swych mocy do czynienia zła. Tymczasem, Hades potajemnie spotka się z Gastonem w Zaświatach i zachęci go do zemsty na Mrocznym. Gdy bohaterowie będą szukali sposobu na pokonanie króla podziemi, Emma doświadczy przerażającego snu i zrozumie, że jego początek właśnie się spełnia. W Zaczarowanym Lesie przed pierwszą klątwą, Belle i Gaston spotkali się po raz pierwszy. Jednak rozkwit ich romansu zatrzymał się w przededniu wojny z ogrami. |    |                       |                            |                                              |                       |                                   |                      |                  |
| 106 | 18 | Ruby Slippers         | Rubinowe pantofelki        | Ruby i Dorota Gale                           | Eriq La Salle         | Andrew Chambliss Bill Wolkoff     | 17 kwietnia 2016     | 24 kwietnia 2016 |
| Ruby połączy się z Emmą, Reginą i Śnieżką by razem poszukały Dorotki. Tymczasem rodzice „wybawicielki” będą się zmagać z brakiem ich obecności przy synku Nealu. Obmyślą plan by jeden z rodziców mógł uciec z Krainy Umarłych. W Krainie Oz podczas trzeciej klątwy, pojawiły się Ruby i Mulan. Spotkały się z Dorotką. Gdy wszystkie trzy widziały powrót Zeleny, usiłowały znaleźć drogę do jej ostatecznego pokonania. Jednakże, Dorotka tajemniczo zaginęła, a poszukiwania nowej przyjaciółki przywiodło Ruby do Zaświatów. |    |                       |                            |                                              |                       |                                   |                      |                  |
| 107 | 19 | Sisters               | Siostry                    | Zła Królowa i Zła Czarownica z Zachodu       | Romeo Tirone          | David H. Goodman Brigitte Hales   | 24 kwietnia 2016     | 1 maja 2016      |
| Odkąd Hades i Zelena stali się parą, pan podziemi powie swej dziewczynie o wspólnej przyszłości poza Krainą Umarłych. Wszystko co Zła Czarownica musi zrobić to uleczyć jego duszę pocałunkiem prawdziwej miłości, by mogli opuścić Zaświaty i uwięzić tam bohaterów, na zawsze. Gdy Regina podsłucha ten plan, uwolni swoją matkę – Corę – by razem odseparowały Zelenę od Hadesa. Jednakże, córka młynarza wyjawi rodzinną tajemnicę, która zmieni życie jej dzieci na zawsze. Tymczasem David wreszcie spotka swego bliźniaka Jamesa, zdeterminowanego we wzięciu odwetu na mężu Śnieżki za kradzież życia, które sam mógł wieść. W Zaczarowanym Lesie przed pierwszą klątwą, spotkanie dwóch spokrewnionych ze sobą dziewczyn i wymazanie im pamięci z tego wydarzenia, odcisnęło głębokie piętno na ich życiu. |    |                       |                            |                                              |                       |                                   |                      |                  |
| 108 | 20 | Firebird              | Ognisty ptak               | Emma Swan                                    | Ron Underwood         | Jane Espenson                     | 1 maja 2016          | 8 maja 2016      |
| By odzyskać porwaną Zelenę z łap Golda i Piotrusia Pana, Hades zwróci się o pomoc do bohaterów. W zamian, usunie ich imiona z nagrobków. Jednakże, Killian „Hook” Jones nadal nie będzie mógł opuścić Krainy Umarłych, a Emma zostanie zmuszona do odwiedzenia najgłębszych czeluści Zaświatów. W tym samym czasie, Cruella będzie zdeterminowana w swym celu zatrzymania herosów w Zaświatach. W Kranie Bez Magii podczas pierwszej klątwy, młoda Emma szukała odpowiedzi na temat swej rodziny i nawiązała niespodziewaną przyjaźń z kobietą, która ścigała Emmę za długi. |    |                       |                            |                                              |                       |                                   |                      |                  |
| 109 | 21 | Last Rites            | Ostatnie namaszczenie      | brak                                         | Craig Powell          | Jerome Schwartz                   | 8 maja 2016          | 15 maja 2016     |
| Emma, David, Regina, Robin i Henry znajdą się wreszcie w Storybrooke i spotkają się ze Śnieżką (Mary Margaret). Jednakże wciąż będą mieli do czynienia z Hadesem. Ten – wciąż oszukując za plecami Zeleny – postara się odnaleźć potężny Olimpijski Kryształ by przejąć miasto. Bohaterowie rozpaczliwie poszukają sposobu by pokonać Hadesa, podczas gdy Hook – robiąc to samo w Zaświatach – poszuka zaginionych kartek z książki. Regina i Robin podejmą bardziej bezpośrednie kroki, co poskutkuje spektakularną rozgrywką, która zmieni na zawsze naszych bohaterów. |    |                       |                            |                                              |                       |                                   |                      |                  |
| 110 | 22 | Only You              | Tylko Ty                   | brak                                         | Romeo Tirone          | David H. Goodman Andrew Chambliss | 15 maja 2016         | 22 maja 2016     |
| Regina zmierzy się ze śmiercią Robin Hooda, a każdy spróbuje dać jej przestrzeń do przeżycia żałoby. Gdy bohaterowie odkryją, że Gold skradł olimpijski kryształ Hadesa i uwięził całą magię Storybrooke w nim, postanowią go powstrzymać. Henry zdecyduje, że już dłużej nie może znieść bólu jaki magia wywołała w jego rodzinie, więc zadziała nieuczciwie, z Violet, aby zniszczyć magię raz na zawsze. Tymczasem Zelena, Śnieżka, David i Hook spróbują otworzyć portal, który sprawi, że Merida i inni goście w Storybrooke powrócą do swoich domów, ale wszystko pójdzie nie tak, a grupa skończy w obłąkanym, nowym świecie. |    |                       |                            |                                              |                       |                                   |                      |                  |
| 111 | 23 | An Untold Story       | Nieopowiedziana historia   | brak                                         | Dean White            | Edward Kitsis Adam Horowitz       | 15 maja 2016         | 29 maja 2016     |
| W obliczu zaistnienia możliwości zniszczenia magii i zawiśnięcia losu Storybrooke na włosku, Emma z Reginą podjęły wyścig z czasem, aby wytropić Henry’ego zanim Gold znajdzie go pierwszy. Regina nadal zmagała się ze swoją frustracją odnośnie do dawnej złej siebie. W innym miejscu Śnieżka (Mary Margaret), David, Hook z Zeleną są uwięzieni i muszą poradzić sobie z dwoma dość niepokojącymi osobami, które mogą dorównywać Mrocznemu. |    |                       |                            |                                              |                       |                                   |                      |                  |

## Sezon szósty
3 marca 2016 roku stacja ABC ogłosiła przedłużenie serialu na serię szóstą.
Inaczej niż poprzednia seria, ta miała 22 odcinki.
| 112 | 1  | The Savior              | Wybawczyni                   | Aladyn i Jafar                                 | Eagle Egilsson  | Adam Horowitz Edward Kitsis     | 25 września 2016     | 15 stycznia 2017 |
| Podczas gdy nasi bohaterowie będą starali się powstrzymać Hyde’a, w Emmie/Emma rozwinie się tajemniczy efekt uboczny. Storybrooke stanie się schronieniem dla uchodźców ze „Świata Niedokończonych Opowieści”. W tym czasie Regina i Zelena dopiero odkryją swoją świeżą, siostrzaną więź, gdyż zostaną współlokatorkami. Natomiast Rumple/Gold spróbuje uwolnić swoją żonę od klątwy snu z pomocą obcej osoby. Sekret na temat roli „wybawiciela” zostanie wyjawiony. W Agrabahu przed pierwszą klątwą, Jafar skonfrontował się z odczuwającym katusze Aladynem. |    |                         |                              |                                                |                 |                                 |                      |                  |
| 113 | 2  | A Bitter Draught        | Gorzkie zanurzenie           | Zła Królowa i hrabia Monte Christo             | Ron Underwood   | Andrew Chambliss Dana Horgan    | 2 października 2016  | 15 stycznia 2017 |
| Tajemniczy mężczyzna ze „Świata Niedokończonych Opowieści”, mający wspólną przeszłość ze Złą Królową przed pierwszą klątwą, pojawi się w Storybrooke. David, Mary Margaret i Regina podejmą współpracę by zneutralizować zagrożenie z jego strony. Belle uda się do Hooka po pomoc by znaleźć bezpieczne schronienie przed mężem, panem Gold. Natomiast Zła Królowa−serum podejmie starania by przeciągnąć na swoją stronę Zelenę. W tym samym czasie Emma rozpocznie terapie u doktora Hoppera z którym podzieli się przerażającą wizją swej przyszłości. W Zaczarowanym Lesie przed pierwszą klątwą, Zła Królowa zleciła hrabiemu Monte Christo otrucie byłej pasierbicy i jej męża.                                                                                                  |    |                         |                              |                                                |                 |                                 |                      |                  |
| 114 | 3  | The Other Shoe          | Drugi pantofelek             | Kopciuszek                                     | Steve Pearlman  | Jane Espenson Jerome Schwartz   | 9 października 2016  | 22 stycznia 2017 |
| Podczas gdy Storybrooke powita kolejnych przybyszów ze „Świata Niedokończonych Opowieści”, wiele rodzin, przyjaciół a nawet zaginionych wrogów zostanie na nowo połączonych. Kiedy Ashley (Kopciuszek) poszuka swoją spowinowaconą rodzinę by zamknąć ich niedokończone sprawy, Emma wraz z synem i ukochanym piratem pospieszą jej na ratunek, zanim będzie za późno. W międzyczasie, Regina spróbuje przekupić Hyde’a by wyciągnąć z niego informacje jak pokonać Złą Królową−serum. Mary Margaret pomoże znaleźć doktorowi Jekyll odpowiednie laboratorium by mógł tam pracować. David dobije targu z Goldem i dostarczy wiadomość do Belle w zamian za informacje o jego ojcu. W Zaczarowanym Lesie przed pierwszą klątwą, Kopciuszek udała się na bal i poznała tam swego księcia. |    |                         |                              |                                                |                 |                                 |                      |                  |
| 115 | 4  | Strange Case            | Niepokojąca sprawa           | dr Jekyll i pan Hyde                           | Alrick Riley    | David H. Goodman Nelson Soler   | 16 października 2016 | 22 stycznia 2017 |
| Zła Królowa (serum) i Hyde zdecydują się na kradzież eliksiru doktora Jekyll. Mary Margaret będzie podekscytowana powrotem do szkoły, podczas gdy jej córka − Emma − odczuje to samo na wprowadzenie się Hooka do jej domu. Pirat podejmie kroki by ochronić ciężarną Belle przed jej mężem, panem Gold. Mroczny upewni się, że jego ukochana Belle nie opuści statku kapitana Jones. W fikcyjnej, wiktoriańskiej Anglii przed pierwszą klątwą, Rumplestiltskin pomógł doktorowi Jekyll w opracowaniu jego mikstury do rozdzielenia osobowości naukowca na dwie − dobra i złą, lecz cena jaką przyszło mu za to zapłacić była wysoka. |    |                         |                              |                                                |                 |                                 |                      |                  |
| 116 | 5  | Street Rats             | Uliczne szczury              | Aladyn i Jasmina                               | Norman Buckley  | Adam Horowitz Edward Kitsis     | 23 października 2016 | 29 stycznia 2017 |
| Zła Królowa (serum) oszuka kapitana Hook i Davida z Mary Margaret. Zmusi też Emmę do wyjawienia swego sekretu w swych staraniach do podzielenia tej rodziny. Zła Królowa (serum) będzie reż rozpieszczać Zelenę, Regina wraz z bohaterami rozdrapią drogę do wiedzy o tym co pozostało z Aladyna. W Agrabahu przed pierwszą klątwą, Jasmina zwerbowała Aladyna by odzyskali tajemną broń, skierowaną przeciwko Jafarowi, przetrzymującego w niewoli Sułtana i ocalili miasto przed ruiną. Ich wyprawa skierowała się do Jaskini Cudów, gdzie los Aladyna został wyjawiony. |    |                         |                              |                                                |                 |                                 |                      |                  |
| 117 | 6  | Dark Waters             | Mroczne wody                 | Killian „Hook” Jones                           | Rob Duncan      | Andrew Chambliss Brigitte Hales | 30 października 2016 | 29 stycznia 2017 |
| Emma postara się nakłonić Aladyna do współpracy z Jasminą by pomóc jej uratować Agrabah. Regina przymierzy się z Davidem i Mary Magraret w celu uwolnienia Archiego od Zeleny. Zła Królowa (serum) zasieje podejrzenie między Hookiem a Henrym, ale Gold przypomni jej o swojej najważniejszej życiowej lekcji. Na morzu, podczas pierwszej klątwy, tuż przed jej złamaniem, Hook odkrył, że został porwany przez tajemniczego kapitana Nemo i przetrzymywany w jego legendarnej łodzi podwodnej Nautilus. |    |                         |                              |                                                |                 |                                 |                      |                  |
| 118 | 7  | Heartless               | Bez serca                    | Królewna Śnieżka i Książę z Bajki              | Ralph Hemecker  | Jane Espenson                   | 6 listopada 2016     | 5 lutego 2017    |
| Zła Królowa (serum) zagrozi wszystkim zniszczeniem miasta, chyba że Mary Margaret i David poddadzą jej swoje połówki serca. Podczas gdy Emma z synem i ukochanym piratem rozpoczną przygotowania do obrony miasta, Regina z rodzicami „wybawicielki” będą poszukiwać magicznego drzewka które zostało utworzone przez pierwszą iskrę prawdziwej miłości. Burmistrz miasteczka wykorzysta też narastający romans między Goldem a swoim złym alter ego, natomiast Zelena udzieli przyjaznej rady Belle. W Zaczarowanym Lesie przed pierwszą klątwą, Śnieżka podczas ucieczki przed macochą unikała schwytania przez łowcę głów, zwanym „Drwalem” a David rozpoczął niezapomnianą podróż do miasta w celu sprzedaży swej farmy.                                                            |    |                         |                              |                                                |                 |                                 |                      |                  |
| 119 | 8  | I'll Be Your Mirror     | Będę Twoim lustrem           | brak                                           | Jennifer Lynch  | Jerome Schwartz Leah Fong       | 13 listopada 2016    | 12 lutego 2017   |
| Emma i Regina sformułują plan, który uwięzi Złą Królową (serum) w stworzonym przez nią więzieniu. Mary Margaret i David będą musieli się dostosować do życia bez siebie. Nerwowy Henry zaprosi Violet na szkolną potańcówkę, co wykorzysta Zła Królowa (serum) i pod postacią Reginy udzieli mu rady, która może zamroczyć jego serce. Zelena i Belle zwerbują Aladyna by ukradł magiczny przedmiot z lombardu Golda co pozwoli ochronić na zawsze Belle i jej nienarodzone dziecko. |    |                         |                              |                                                |                 |                                 |                      |                  |
| 120 | 9  | Changelings             | Porzucone dziecię wróżek     | Rumplestiltskin i Belle                        | Mairzee Almas   | David H. Goodman Brian Ridings  | 27 listopada 2016    | 19 lutego 2017   |
| Gold powie Złej Królowej (serum) by zabiła Zelenę, więc ta podejmie decyzję, która zmieni relację z jej siostrą na zawsze. Gdy Belle odkryje jakie jej mąż ma zamiary wobec ich dziecka, przekona Hooka i Emmę by ukradli tusz kałamarnicy, który go unieruchomi. W rezultacie, Belle zostanie z postawiona przed poświęceniem, które dotknie każdego mieszkańca Storybrooke. Tymczasem Jasmina znajdzie lampę z nadzieją, że to ocali Agrabah a Aladyn, odkryje sposób by być jej bohaterem. W Zaczarowanym Lesie, przed pierwszą klątwą, Rumplestiltskin porwał syna Jacka i Jill i użył go jako przynęty, by zwabić do niemowlęcia Czarną Wróżkę. |    |                         |                              |                                                |                 |                                 |                      |                  |
| 121 | 10 | Wish You Were Here      | Chciałabym, żebyś tu była    | brak                                           | Ron Underwood   | Adam Horowitz Edward Kitsis     | 4 grudnia 2016       | 26 lutego 2017   |
| Gdy Zła Królowa (serum) dowie się, że bohaterowie posiadają broń zdolną ją zniszczyć, ukradnie magiczną lampę Aladdyna od Jasminy. Wypowie przy tym życzenie, które może wykluczyć z gry „Wybawicielkę”, na zawsze. David, nieskory do obudzenia Śnieżki, kiedy ich córka zaginęła, zacznie pracować z Hookiem i Henrym nad tym by zatrzymać Złą Królową (serum) w biurze burmistrza. W tym czasie Regina wyruszy na samotną misję ratunkową. Natomiast Gold i Belle staną w obliczu niespodziewanego niebezpieczeństwa grożącego ich nowo narodzonemu synowi. |    |                         |                              |                                                |                 |                                 |                      |                  |
| 122 | 11 | Tougher Than The Rest   | Mocniejsza od innych         | Emma Swan                                      | Billy Gierhart  | Adam Horowitz Edward Kitsis     | 5 marca 2017         | 9 kwietnia 2017  |
| Ze śpiącą Mary Margaret w Storybrooke, David i Hook podejmą pościg by powstrzymać Gideona przed jego konfrontacją z Emmą. Syn Belle i Golda dokona wstrząsającego wyznania swoim rodzicom co działo się z nim gdy go nie było w miasteczku. W tym czasie Regina będzie się zmagać z myślą, że wszystkim – nawet jej Robin Hoodowi – jest dobrze w świecie, gdzie Zła Królowa została pokonana. Gdy Emma zainspiruje znajomą twarz by pomogła im w powrocie do domu, odkryje siłę, która będzie w stanie odmienić jej przeznaczenie. W Kranie Bez Magii podczas pierwszej klątwy, pewien nieznajomy chłopak podsunął 7-letniej Emmie pomysł na własne nazwisko, odwołując się do „brzydkiego kaczątka”, które stało się łabędziem.                                                       |    |                         |                              |                                                |                 |                                 |                      |                  |
| 123 | 12 | Murder Most Foul        | Morderstwo najgorszego sortu | Książę z Bajki, książę James i Robert          | Morgan Beggs    | Jane Espenson Jerome Schwartz   | 12 marca 2017        | 16 kwietnia 2017 |
| Zanim Hok wykona kolejny krok w swojej relacji z Emmą, zechce się upewnić, że David widzi w nim kogoś więcej niż tylko pirata. Gdy David prosi Hooka o pomoc w odkryciu prawdy o śmierci jego ojca, Killan się zgodzi. Tymczasem Regina zrobi wszystko, aby przystosować Robina do życia w Storybrooke, ale szybko odkryje, że ten ma mroczną stronę, co uczyni zadanie o wiele bardziej skomplikowanym niż się spodziewała. W Zaczarowanym Lesie przed pierwszą klątwą, pewien ojciec zdecydował by rozdzielić swoich synów, lecz po latach podjął się zadania ich zjednoczenia i naprawy rodziny. |    |                         |                              |                                                |                 |                                 |                      |                  |
| 124 | 13 | Ill-Boding Patterns     | Złowieszczy wzorzec          | Rumplestiltskin                                | Ron Underwood   | Andrew Chambliss Dana Horgan    | 19 marca 2017        | 23 kwietnia 2017 |
| Gdy Gideon podejmie na nowo swój plan zabicia Emmy by samemu stać się „wybawcą”, Gold upewni się by czarna magia nie zatruła mu duszy. Robin zaoferuje każdemu sojusz, kto pomoże mu uciec od Reginy i Storybrooke. Hook zbierze się na odwagę by oczyścić się w oczach Emmy, ale nie przed tym jak ona odkryje, że coś przed nią ukrywa. W Zaczarowanym Lesie przed pierwszą klątwą, legendarny bohater ludowy Beowulf skupił swoją uwagę na Rumplestiltskinie po tym jak Mroczny użył swych mocy by pokonać ogry i wygrał wojnę na rzecz ludzkości. |    |                         |                              |                                                |                 |                                 |                      |                  |
| 125 | 14 | Page 23                 | Strona 23                    | Zła Królowa                                    | Kate Woods      | David H. Goodman Brigitte Hales | 26 marca 2017        | 30 kwietnia 2017 |
| Sądząc, że nie ma tu miejsca na nią i Reginę, Zła Królowa (serum) zastawi pułapkę na burmistrzynię Storybrooke, by ją wyeliminować, używając do tego Robina. Hook, chcąc by ułożyło się mu z Emmą, zwróci się o poradę do starego przyjaciela, kapitana Nemo. Gideon storpeduje jego plany zanim nabiorą kształtu. W Zaczarowanym Lesie przed pierwszą klątwą, Zła Królowa otrzymała zaskakującą lekcję na temat tego dlaczego tak naprawdę cierpi. |    |                         |                              |                                                |                 |                                 |                      |                  |
| 126 | 15 | A Wondrous Place        | Cudowne miejsce              | Jasmina                                        | Steve Pearlman  | Jane Espenson Jerome Schwartz   | 2 kwietnia 2017      | 7 maja 2017      |
| Gdy Hook znajdzie się uwięziony w obcej krainie, razem z Nautiliusem i jego załogą, podejmie wyścig z czasem by powrócić do Emmy zanim Gideon wykona swój plan do końca. W Storybrooke, Regina i Mary Margaret zabiorą Emmę na miasto by odgonić od niej myśli o zniknięciu byłego narzeczonego. W Agrabahu przed pierwszą klątwą, Jasmina zaprzyjaźniła się z Ariel by odszukały księcia Erica, podczas gdy wzmogło się zagrożenie ze strony Jafara. |    |                         |                              |                                                |                 |                                 |                      |                  |
| 127 | 16 | Mother’s Little Helper  | Mały pomocnik matki          | Gideon                                         | Billy Gierhart  | Adam Horowitz Edward Kitsis     | 9 kwietnia 2017      | 14 maja 2017     |
| Gold i Belle nakłonią Emmę by pomóc Gideonowi, wyjaśniając, że razem mogą powstrzymać Czarną Wróżkę. Henry doświadczy dezorganizacyjnego przesunięcia w swych możliwościach co skłoni Reginę do szukania rady u poprzedniego Autora. W Zaczarowanym Lesie po złamaniu 3. klątwy Hook postara się wygrać asystę starego adwersarza przez zakładając się o swoją najbardziej wartościową rzecz w grze w karty. W Mrocznym Wymiarze po złamaniu trzeciej klątwy, Czarna Wróżka torturowała młodego Gideona by wykształcić go w perfekcyjnego ucznia. |    |                         |                              |                                                |                 |                                 |                      |                  |
| 128 | 17 | Awake                   | Przebudzenie                 | David Nolan i Mary Margaret Blanchard          | Sharat Raju     | Andrew Chambliss Leah Fong      | 16 kwietnia 2017     | 21 maja 2017     |
| Wciąż uwięziony w Nibylandii, Hook odnowi znajomość z Tiger Lily by nadziei znalezienia drogi do Emmy. Tymczasem w Storybrooke, Regina będzie pracować nad złamaniem klątwy snu Davida i Mary Margaret. Gold będzie zaprzeczy Czarnej Wróżce, co sprowadzi ich do groźnego impasu. W Storybrooke podczas pierwszej klątwy, rodzice Emmy na krótko odzyskali swe dawne osobowości, lecz poświęcili się by ich córka mogła wypełnić swe przeznaczenie jako „wybawicielka”. |    |                         |                              |                                                |                 |                                 |                      |                  |
| 129 | 18 | Where Bluebirds Fly     | Gdzie latają Sialie          | Zła Czarownica z Zachodu                       | Michael Schultz | David H. Goodman Brigitte Hales | 23 kwietnia 2017     | 28 maja 2017     |
| Zelena postanowi zmierzyć się i przeciwstawić Czarnej Wróżce raz na zawsze, wbrew życzeniom Reginy. Mary Margaret i David stoczą kłótnie na temat planów ślubnych Hooka i Emmy. W Krainie OZ przed pierwszą klątwą, Zła Czarownica z Zachodu zaprzyjaźniła się z młodym, przeklętym, drwalem, który zwrócił się do niej po pomoc w znalezieniu nowego serca. Siostra Złej Królowej została zmuszona do wyboru między swymi mocami a przyjaźnią z nim. |    |                         |                              |                                                |                 |                                 |                      |                  |
| 130 | 19 | The Black Fairy         | Czarna Wróżka                | Czarna Wróżka                                  | Alrick Riley    | Jerome Schwartz Dana Horgan     | 30 kwietnia 2017     | 4 czerwca 2017   |
| W Zaczarowanym Lesie przed pierwszą klątwą po tym, jak Fiona − matka Rumplestiltskina − dowiedziała się od jego matki chrzestnej jaki los został mu przepowiedziany, robiła wszystko co w jej mocy by temu zapobiec. Ostatecznie, podjęła decyzję, która zaciążyła na kierunku życia jej i dziecka. W Storybrooke Gold stanie przed tym samym dylematem. |    |                         |                              |                                                |                 |                                 |                      |                  |
| 131 | 20 | The Song in Your Heart  | Piosenka twego serca         | Królewna Śnieżka, Książę z Bajki i Zła Królowa | Ron Underwood   | David Goodman Andrew Chambliss  | 7 maja 2017          | 11 czerwca 2017  |
| W Storybrooke Czarna Wróżka ujawni swoje plany rzucenia kolejnej klątwy na miasto gdy Emma i Hook przygotowywać się będą do ślubu. W Zaczarowanym Lesie przed pierwszą klątwą Śnieżka i Książę z Bajki wypowiedzieli specjalne życzenie by Emma była chroniona. Rezultatem czego całe królestwo zaczęło śpiewać piosenkę, co wywołało furię Złej Królowej. |    |                         |                              |                                                |                 |                                 |                      |                  |
| 132 | 21 | The Final Battle Part 1 | Ostateczna bitwa, część 1    | brak                                           | Steve Pearlman  | Adam Horowitz Edward Kitsis     | 14 maja 2017         | 18 czerwca 2017  |
| Henry obudzi się w Storybrooke, który jest otoczony klątwą i odkryje, że Emma przebywa w szpitalu psychiatrycznym, a Czarna Wróżka jest nowym burmistrzem. Spróbuje pomóc matce w odzyskaniu pamięci, podczas gdy Gold postara się dowiedzieć, co naprawdę stało się z Belle. Tymczasem Mary Margaret, David, Regina, Zelena i Hook zostali uwięzieni w rozpadającej się krainie baśni i rozpaczliwie spróbują wyznaczyć drogę do zjednoczenia się z Emmą i Henrym. |    |                         |                              |                                                |                 |                                 |                      |                  |
| 133 | 22 | The Final Battle Part 2 | Ostateczna bitwa, część 2    | brak                                           | Ralph Hemecker  | Adam Horowitz Edward Kitsis     | 14 maja 2017         | 18 czerwca 2017  |
| Henry obudzi się w Storybrooke, który jest otoczony klątwą i odkryje, że Emma przebywa w szpitalu psychiatrycznym, a Czarna Wróżka jest nowym burmistrzem. Spróbuje pomóc matce w odzyskaniu pamięci, podczas gdy Gold postara się dowiedzieć, co naprawdę stało się z Belle. Tymczasem Mary Margaret, David, Regina, Zelena i Hook zostali uwięzieni w rozpadającej się krainie baśni i rozpaczliwie spróbują wyznaczyć drogę do zjednoczenia się z Emmą i Henrym. |    |                         |                              |                                                |                 |                                 |                      |                  |

## Sezon siódmy
W dniu 11 maja 2017 roku Adam Horowitz poprzez Twittera przekazał informację o przedłużeniu serialu na siódmy sezon. Będzie kręcony od lipca 2017 roku i zawierał pełne 22 epizody.
Andrew J. West i Alison Fernandez staną się częścią głównej obsady wraz z przedłużeniem serialu na 7. sezon. Taki status w produkcji stracą Jennifer Morrison Rebecca Mader, Emilie de Ravin, Jared Scott Gilmore, Joshua Dallas i Ginnifer Goodwin.
Odcinki 7. sezonu będą miały premierę w piątki, a nie tak jak dotychczas było, w niedzielę.
6 lutego 2018 roku stacja ABC podała do wiadomości, że serial zakończy się na 22. odcinku 7. sezonu.
| 134 | 1  | Hyperion Heights            | Hyperion Heights                 | Henry Daniel Mills i Kopciuszek                | Ralph Hemecker      | Adam Horowitz Edward Kitsis      | 6 października 2017  | 8 kwietnia 2018  |
| Młoda Lucy znajdzie otumanionego Henry’ego w jego domu w Seattle. Będzie zdeterminowana, aby przypomniał sobie swoją prawdziwą tożsamość w celu pokonania klątwy, która wpłynęła na wszystkie bajkowe postacie w „Hyperion Heights”. W Storybrooke po złamaniu czwartej klątwy, Henry opuścił miasteczko w poszukiwaniu swojej własnej historii. Lata później w Magicznym Lesie, spotkał problemowego Kopciuszka, co zmieniło kierunek jego misji na zawsze. Kiedy zła macocha Kopciuszka, Lady Termaine, stała się zagrożeniem, Henry odkrył, że podążanie za głosem serca wymaga od niego podjęcia kolejnych trudnych wyborów jakich nigdy nie mógł sobie wyobrazić'. |    |                             |                                  |                                                |                     |                                  |                      |                  |
| 135 | 2  | A Pirate's Life             | Życie pirata                     | Killian „Hook” Jones i „Hook” (Świat Życzenia) | Tara Nicole Weyr    | Jane Espenson Jerome Schwartz    | 13 października 2017 | 8 kwietnia 2018  |
| W Hyperion Heights, Jacinda postara się o widzenie z Lucy z nieproszoną pomocą Henry’ego, podczas gdy Victoria będzie usiłowała wypchnąć ojca swej przybranej wnuczki z sąsiedztwa z pomocą Weavera i Rogersa. W Magicznym Lesie po złamaniu czwartej klątwy, Henry znalazł się w tarapatach i wezwał swą rodzinę ze Storybrooke by razem wzięli udział w misji znalezienia Kopciuszka. Po drodze, Hook stanął przed zagrożeniem od nieoczekiwanego wroga, który mógł przekreślić sukces grupy. |    |                             |                                  |                                                |                     |                                  |                      |                  |
| 136 | 3  | The Garden of Forking Paths | Ogród rozwidlających się ścieżek | Kopciuszek                                     | Ron Underwood       | David H. Goodman Brigittte Hales | 20 października 2017 | 15 kwietnia 2018 |
| W Hyperion Heights Jacinda sięgnie po ekstremalne środki by powstrzymać Victorię Belfrey przed zniszczeniem ukochanego ogródka jej córki, podczas gdy sama Lucy nakłoni ojca przemyśleń, że lany jej przyrodniej babci obejmują coś znacznie więcej, niż tą działkę. W międzyczasie, Victoria odkryła, co zmoże zmienić los każdego. W Magicznym Lesie po złamaniu czwartej klątwy, Kopciuszek znalazła się oko w oko z zagrożeniem, ale otrzymała pomoc z najmniej niespodziewanego źródła. Ta pomoc doprowadziła do sojuszu, który mógł podważyć rządy Lady Tremaine i ujawnić mroczny sekret Kopciuszka.                                                             |    |                             |                                  |                                                |                     |                                  |                      |                  |
| 137 | 4  | Beauty                      | Piękna                           | Pan Gold i Belle                               | Mick Garris         | Dana Horgan Leah Fong            | 27 października 2017 | 15 kwietnia 2018 |
| W Hyperion Heights nastanie Halloween i Victoria zmusi Ivy do udania się z Lucy na wycieczkę „cukierek albo psikus”. W międzyczasie, Tilly − jak się wydaje − przebudzi się z klątwy i zdecyduje się zaprowadzić Weavera do prawdy. Przynajmniej dopóki Victoria będzie mogła im pomóc. W przeszłości, Gold i Belle podążyli za odpowiedzią na pewną przepowiednię, która miała scementować ich szczęśliwe zakończenie. |    |                             |                                  |                                                |                     |                                  |                      |                  |
| 138 | 5  | Greenbacks                  | Ropusze dolary                   | Tiana                                          | Geofrey Hildrew     | Christopher Hollier Adam Karp    | 3 listopada 2017     | 22 kwietnia 2018 |
| W Hyperion Heights, Sabine i Jacinda podejmą ryzykowne przedsięwzięcie, ale siła ich przyjaźni zostanie poddana próbie, gdy Victoria wmiesza się w ich plany. W tym czasie, Ivy wciągnie Henry’ego w śledztwo przeciw swej matce. Natomiast Roni odkryje coś co zmieni jej relacje z Henrym na zawsze. Rogers znajdzie kluczową wskazówkę w jego poszukiwaniach Eloise Gardener. W Magicznym Lesie po złamaniu czwartej klątwy, Tiana poszukała pomocy u wędrownego wróżbity, osławionego doktora Faciliera, by mogła ocalić swoje królestwo. Gdy jednak wyszło na jaw, że ma swój ukryty motyw, wzięła sprawy w swoje ręce.                                            |    |                             |                                  |                                                |                     |                                  |                      |                  |
| 139 | 6  | Wake Up Call                | Przywrócenie do rzeczywistości   | Regina Mills i Drizella                        | Sharat Raju         | Jane Espenson Jerome Schwartz    | 10 listopada 2017    | 22 kwietnia 2018 |
| W Hyperion Heights, Roni poszuka pomocy Weavera by znaleźć odpowiedzi. Natomiast Tilly wręczy Rogersowi niecodzienną poradę dotyczącą Eloise Gardener. W Magicznym Lesie po złamaniu czwartej klątwy, Regina poczuła się jak piąte koło u wozu, wobec wzmacniającej się relacji Henry’ego i Elli „Kopciuszka”. Zaskoczył ją jednak fakt, że to Dryzella jej potrzebowała w swych poszukiwaniach magii. Jednakże, gdy jaw wyszła brutalna prawda, sprowadziła ona drugą córkę Lady Tremaine na niebezpieczną ścieżkę. |    |                             |                                  |                                                |                     |                                  |                      |                  |
| 140 | 7  | Eloise Gardener             | Eloise Gardener                  | „Hook” (Świat Życzenia) i Matka Gertruda       | Alexandra Kalymnios | David H. Goodman Brigitte Hales  | 17 listopada 2017    | 29 kwietnia 2018 |
| W Hyperion Heights, spisek Ivy by obalić matkę nasili się i będzie mieć nieoczekiwane konsekwencje dla Jacindy i Lucy. Rogers pozyska pomoc Henry’ego i Tilly w swojej nieustannej misji odszukania Eloise Gardner, lecz to co odkryje, jest czymś więcej, niż mu się zdaje. W Magicznym Lesie po złamaniu czwartej klątwy, w pogoni za zemstą „Hook” (Świat Życzenia) szukał mrocznej i potężnej magii, ale spotkanie z Roszpunką na zawsze zmieniło jego los. |    |                             |                                  |                                                |                     |                                  |                      |                  |
| 141 | 8  | Pretty in Blue              | Ładnie Ci w niebieskim           | Kopciuszek                                     | Ralph Hemecker      | Dana Horgan Leah Fong            | 17 listopada 2017    | 13 maja 2018     |
| W Hyperion Heights, Jacinda odnowi przyjaźń ze starym przyjacielem jako ostatnia deska ratunku by przywrócić władzę rodzicielską nad Lucy. Jednakże jej decyzja by wciągnąć do pomocy kogoś z zewnątrz, może nadwerężyć jej rozwijający się związek z Henrym. W Magicznym Lesie po złamaniu czwartej klątwy, by uniemożliwić Alicji ucieczkę, Henry i Ella „Kopciuszek” podążyli za nią do Krainy Czarów. Na miejscu, syn Reginy odkrył, że jego towarzyszka jest już powiązana z tą dziwną ziemią. |    |                             |                                  |                                                |                     |                                  |                      |                  |
| 142 | 9  | One Little Tear             | Jedna, mała łza                  | Lady Tremaine                                  | Steve Pearlman      | Christopher Hollier Adam Karp    | 8 grudnia 2017       | 13 maja 2018     |
| Victoria zawrze układ z Weaverem by wyjść z więzienia i ożywić swą córkę, Anastazję. Jednakże ceną ocalenia jednego życia, może być odebranie drugiego. Jacinda i Nick wymienią się czymś co zmieni jej przyszłość z Henrym. W Magicznym Lesie po złamaniu czwartej klątwy, Lady Tremaine miała zaskakujące połączenie z inną klasyczną baśnią, gdy Matka Gertruda zaoferowała pomoc jej rodzinie. |    |                             |                                  |                                                |                     |                                  |                      |                  |
| 143 | 10 | The Eight Witch             | Ósma wiedźma                     | brak                                           | Ralph Hemecker      | Jane Espenson Jerome Schwartz    | 15 grudnia 2017      | 13 maja 2018     |
| Roni nakłoni Henry’ego do poszukania wej siostry w San Francisco, ale gdy ten dowie się co spotkało Lucy, wróci do Hyperion Heights by być przy jej boku. Tymczasem Eloise (Gertruda) zyska zaufanie Anastazji a konsekwencje ich budowanej relacji mogą się okazać fatalne w skutkach. W Magicznym Lesie po złamaniu czwartej klątwy, Drizella zagroziła krainie mroczną klątwą, dlatego Henry i Ella „Kopciuszek” podjęli ostateczne kroki by uchronić Lucy oraz pozostałych przyjaciół. Regina została zmuszona do dokonania niewyobrażalnego wyboru. |    |                             |                                  |                                                |                     |                                  |                      |                  |
| 144 | 11 | Secret Garden               | Tajemniczy ogród                 | Zła Czarownica z Zachodu                       | Mick Garris         | Adam Horowitz Edward Kitsis      | 2 marca 2018         | 20 maja 2018     |
| W Hyperion Heights Roni i Kelly zawarły umowę z Eloise, desperacko chcącą uratować Lucy od jej tajemniczej choroby. Ale nic nie przychodzi bez ceny. W końcu między Victorią i Ivy dojdzie do tego, że ktoś może zapłacić życiem. W Storybrooke po złamaniu czwartej klątwy, Robin, chciała wykorzystać swoje rosnące magiczne umiejętności i zaangażowała się w ryzykowną relację z Matką Gertrudą. |    |                             |                                  |                                                |                     |                                  |                      |                  |
| 145 | 12 | A Taste of the Heights      | Smak wysokości                   | Tiana                                          | Nina Corrado        | David H. Goodman                 | 9 marca 2018         | 20 maja 2018     |
| W Hyperion Heights Sabine odnowi przyjaźń dawną znajomą, co zagrozi jej kulinarnym planom. Natomiast Rogers i Weaver będą rozpracowywać Ślepą Wiedźmę, co doprowadzi ich do zaskakującego odkrycia na temat Zakonu Ośmiu Wiedźm. W Magicznym Lesie po złamaniu czwartej klątwy, w dniu koronacji Tiany, konfrontacja z dr. Facilierem zmusiła ją do odbycia podróży przez Bayou, gdzie zaskakujące spotkanie zmieniło jej życie, a polowanie na aligatora przybrało mroczny obrót. |    |                             |                                  |                                                |                     |                                  |                      |                  |
| 146 | 13 | Knightfall                  | Upadek rycerza                   | „Hook” (Świat Życzenia)                        | Steve Miner         | Jerome Schwartz Miquel Ian Raya  | 16 marca 2018        | 20 maja 2018     |
| W Hyperion Heights Rogers dobije układu z Eloise, pomimo ostrzeżenia Tilly, podczas gdy Ivy będzie usiłowała odnaleźć się po śmierci Victorii. W Magicznym Lesie po złamaniu czwartej klątwy, Hook skonfrontował się z kapitanem Ahabem o legendarny magiczny talizman, który mógł uwolnić Alicję. Tylko po to by dowiedzieć się, że jego misja może mieć niezamierzone konsekwencje. |    |                             |                                  |                                                |                     |                                  |                      |                  |
| 147 | 14 | The Girl in the Tower       | Dziewczyna w wieży               | Alicja i Robin                                 | Antonio Negret      | Dana Horgan Leah Fong            | 23 marca 2018        | 27 maja 2018     |
| W Hyperion Heights Rogers będzie rozpracowywał sprawę śmierci Ślepej Cukierniczki by udowodnić niewinność Tilly. Ivy pojedna się z Anastazją, natomiast Samdi wyspowiada się Roni. W Magicznym Lesie po złamaniu czwartej klątwy, Alicja stworzyła więź nie do złamania. |    |                             |                                  |                                                |                     |                                  |                      |                  |
| 148 | 15 | Sisterhood                  | Siostrzeństwo                    | Drizella                                       | Ellen S. Pressman   | Christopher Hollier Adam Karp    | 30 marca 2018        | 27 maja 2018     |
| W Hyperion Heights, gdy Ivy zaatakuje „Cukierkowy Zabójca”, będzie musiała zaryzykować oddanie pozostałości ze swej rodziny. W międzyczasie Jacinda i Henry zbliżą się do siebie a Roni zacznie kwestionować swój związek z Samdi. W Magicznym Lesie po złamaniu czwartej klątwy, Drizella zmierzyła się z wyzwaniem nie do pomyślenia by dostać się w poczet członków Zakonu Ośmiu Wiedźm. |    |                             |                                  |                                                |                     |                                  |                      |                  |
| 149 | 16 | Breadcrumbs                 | Okruszki chleba                  | „Hook” (Świat Życzenia) i Henry Mills          | Ron Underwood       | Jane Espenson Jerome Schwartz    | 6 kwietnia 2018      | 27 maja 2018     |
| W Hyperion Heights, Henry zmierzy się z ważną decyzją, gdy perspektywa pracy w Nowym Jorku zagrozi odebraniem mu bliskości Jacindy i Lucy, ale odkrycie w sprawie „Cukierkowego Zabójcy” jeszcze bardziej utrudni opuszczenie Seattle. W międzyczasie Margot zwierzy się Tilly. W Magicznym Lesie po złamaniu czwartej klątwy, Hook dopomógł Henry'emu w znalezieniu sposób na udowodnienie się przed Ellą. |    |                             |                                  |                                                |                     |                                  |                      |                  |
| 150 | 17 | Chosen                      | Wybraniec                        | Zła Czarownica z Zachodu                       | Lana Parrilla       | Paul Karp Brian Ridings          | 13 kwietnia 2018     | 3 czerwca 2018   |
| W Hyperion Heights Kelly stanie twarzą w twarz z „Cukierkowym Zabójcą”, gdy ktoś, kogo kocha, zostanie wzięty jako zakładnik. Tymczasem Samdi użyje Drew do realizacji swego śmiercionośnego planu. W kranie Oz przed pierwszą klątwą, Zelena nauczyła się ostrej lekcji gdy spotkanie z Jasiem i Małgosią poszło nie po jej myśli. |    |                             |                                  |                                                |                     |                                  |                      |                  |
| 151 | 18 | The Guardian                | Strażnik                         | Gold i Alicja                                  | Geofrey Hildrew     | Brigitte Hales David H. Goodman  | 20 kwietnia 2018     | 3 czerwca 2018   |
| W Hyperion Heights, po śmierci Nicka, Weaver odkryje, że sztylet mrocznego został mu skradziony. Zrobi wszystko by go odzyskać, nawet jeśli będzie to oznaczać zdradę zaufania Roni. W międzyczasie Margot zabierze Tilly na pierwszą randkę, ale ich spotkanie przybierze niespodziewany obrót. W Magicznym Lesie po złamaniu czwartej klątwy, Gold, zdesperowany by połączyć się z Belle, złożył wizytę Alicji. |    |                             |                                  |                                                |                     |                                  |                      |                  |
| 152 | 19 | Flower Child                | Dziecko kwiatu                   | Matka Gertruda                                 | Tessa Blake         | Adam Horowitz Edward Kitsis      | 27 kwietnia 2018     | 3 czerwca 2018   |
| W Hyperion Heights, Tilly i Rogers znajdą się w niebezpieczeństwie po spotkaniu z Eloise. Tilly zostanie zmuszona do podjęcia decyzji zmieniającej życie, gdyż życie Rogersa będzie zagrożone. Tymczasem związek Henry'ego i Jacindy zrobi krok naprzód, ale pomimo wysiłków Lucy ich związek nie dostarczy odpowiedzi, których szukają. W Magicznym Lesie przed pierwszą klątwą, młoda Gertruda szukała zemsty za zniszczenie jej domu. |    |                             |                                  |                                                |                     |                                  |                      |                  |
| 153 | 20 | Is This Henry Mills?        | Henry Mills?                     | Henry Mills i Regina Mills                     | Ron Underwood       | Dana Horgan Leah Fong            | 4 maja 2018          | 10 czerwca 2018  |
| W Hyperion Heights, Roni wciągnie do pomocy Lucy by wybudzić Henry'ego, ale ich plan zostanie pokrzyżowany. Rogers i Weaver udadzą się do Margot by dotrzeć do Tilly. W Storybrooke po złamaniu czwartej klątwy, młody Henry zmagał się z tym którą ścieżką ma podążyć, ale tajemniczy telefon zwrócił go na właściwe tory. |    |                             |                                  |                                                |                     |                                  |                      |                  |
| 154 | 21 | Homecoming                  | Powrót do domu                   | Henry (Świat Życzenia)                         | Steve Pearlman      | David H. Goodman                 | 11 maja 2018         | 17 czerwca 2018  |
| w Hyperion Heights, Henry zostanie zmuszony do umowy z Rumplestitskinem (Kraina Życzenia). Będzie musiał mu przynieść sztylet swego mrocznego dziadka by ocalić swą rodzinę z więzienia. Plan zaangażuje Rogersa Roni i Weavera, ale nie będą wiedzieć, że zostali sprowadzeni celowo do Krainy Życzenia. W Magicznym Lesie po złamaniu czwartej klątwy, Henry (Kraina Życzenia) odmówił Mrocznemu (Kraina Życzenia) umowy na jego szczęśliwe zakończenie, pomimo że mroczny nie przyjmował "nie" jako odpowiedzi. |    |                             |                                  |                                                |                     |                                  |                      |                  |
| 155 | 22 | Leaving Storybrooke         | Żegnając Storybrooke             | brak                                           | Ralph Hemecker      | Edward Kitsis Adam Horowitz      | 18 maja 2018         | 17 czerwca 2018  |
| Rumplestitskin (Kraina Życzenia) wyjawił swój plan destrukcji szczęśliwych zakończeń wszystkich bohaterów, przez odseparowanie ich w oddzielnych krainach. Król Henry (Kraina Życzenia) przygotowywał się do zamordowania Roni jako katalizatora zaklęcia Mrocznego. Tymczasem Tilly i Margot udały się po pomoc do Storybrooke by ocalić m.in. Weavera, który dojrzał do tego by zaryzykować wszystko w celu pokrzyżowania planu magicznego oponenta. |    |                             |                                  |                                                |                     |                                  |                      |                  |

## Odcinki specjalne
| # | Tytuł                                               | Narrator           | Dostępne z polskimi napisami | Premiera         | Obejrzeć pomiędzy                                                            |
| - | --------------------------------------------------- | ------------------ | ---------------------------- | ---------------- | ---------------------------------------------------------------------------- |
| 1 | Magic Is Coming                                     | Giancarlo Esposito | T                            | 30 września 2012 | A Land Without Magic (22) oraz Broken (23)                                   |
| 2 | The Price of Magic                                  | Alan Dale          | T                            | 14 kwietnia 2013 | Selfless, Brave and True (40) oraz Lacey (41)                                |
| 3 | Journey To Neverland                                | Alfred Molina      | T                            | 29 września 2013 | And Straight On 'til Morning (44) oraz The Heart of the Truest Believer (45) |
| 4 | Wicked Is Coming                                    | Dan Stevens        | T                            | 9 marca 2014     | Going Home (55) oraz New York City Serenade (56)                             |
| 5 | Storybrooke Has Frozen Over                         | John Rhys-Davies   | T                            | 28 września 2014 | There's No Place Like Home (66) oraz A Tale of Two Sisters (67)              |
| 6 | Secrets of Storybrooke                              | Jennifer Morrison  | N                            | 1 marca 2015     | Heroes and Villains (77) oraz Darkness On The Edge Of Town (78)              |
| 7 | Dark Swan Rises: A Once Upon a Time Fan Celebration | Howard Parker      | N                            | 27 września 2015 | Operation Mongoose, Part 2 (88) oraz The Dark Swan (89)                      |
| 8 | Evil Reigns Once More                               | Howard Parker      | N                            | 25 września 2016 | An Untold Story (111) oraz The Savior (112)                                  |
| 9 | The Final Battle Begins                             | Howard Parker      | N                            | 14 maja 2017     | The Song in Your Heart (131) oraz The Final Battle Part 1 (132)              |